# David Bowie
David Bowie (anglès: David Robert Jones)  (Brixton, 8 de gener de 1947 - Manhattan i Nova York, 10 de gener de 2016) (pronunciat /boʊ.iː/ nascut amb el nom de David Robert Jones) fou un músic, actor i compositor de rock anglès que també exercí de productor musical i arranjador. Fou una figura important de la música popular durant més de cinc dècades i considerat un innovador, ja que va atraure molts nous tipus de persona cap al seu estil musical, en particular pels seus treballs de la dècada de 1970 i per la seva peculiar veu, a banda de la profunditat intel·lectual de la seva obra.
Tot i haver publicat un àlbum (David Bowie) i diversos singles abans, Bowie va aconseguir notorietat al juliol de 1969, quan el seu single «Space Oddity» va arribar al Top 5 de la llista britànica de singles. Després de tres anys corresponents a una etapa d'experimentació, va ressorgir el 1972, en plena era del glam rock, amb el seu extravagant i androgin àlter ego Ziggy Stardust, gràcies al seu reeixit single "Starman" i al disc The Rise and Fall of Ziggy Stardust and the Spiders from Mars. David Buckley, el seu biògraf, descriu l'impacte del Bowie d'aquesta època dient que «va desafiar el nucli de la música rock de l'època» i «va crear, possiblement, el personatge més important de la cultura popular». La vida relativament curta de Ziggy va provar ser només una faceta d'una carrera marcada per contínues reinvencions, innovacions musicals i presentacions visuals de tota mena.
Bowie va aconseguir, el 1975, el seu primer èxit als Estats Units, gràcies al seu reeixit single «Fame», co-escrit amb John Lennon i al seu disc Young Americans, del qual ell mateix va dir que era el disc definitiu del plastic soul (terme creat per un músic de raça negra per a descriure un artista blanc que interpreta música soul). El so va significar un canvi radical de l'estil que l'havia fet famós al Regne Unit. Després d'això, va confondre tant la seva discogràfica com els seus seguidors nord-americans amb el disc minimalista Low (1977), la primera de tres col·laboracions amb Brian Eno. Tots aquests àlbums, coneguts com a «Berlin Trilogy», van entrar al Top 5 britànic, a banda de rebre els elogis de la crítica.
Després d'èxits i fracassos comercials a les acaballes de la dècada de 1970, va aconseguir números u al Regne Unit amb el single «Ashes to Ashes» i el seu corresponent àlbum, Scary Monsters (and Super Creeps). Va col·laborar amb Queen al número u de les llistes de venda «Under Pressure» per, poc després, tornar a aconseguir un èxit comercial amb el seu disc de 1983 Let's Dance, del qual es van extreure els reeixits singles «Let's Dance», «China Girl» i «Modern Love». Al llarg de les dècades de 1990 i 2000, Bowie va seguir experimentant amb diferents estils musicals, incloent-hi blue-eyed soul, industrial, adult contemporary i jungle. El seu últim disc va ser Reality, del 2003, seguit de la gira entre 2003 i 2004 A Reality Tour.
Buckley diu de Bowie: «La seva influència va ser única en la cultura popular, ha tocat més cors i ha canviat més vides que cap altra figura pública». En l'enquesta de 2002 de la cadena televisiva BBC dels 100 britànics més importants, es va col·locar al lloc número 29. Ha venut, aproximadament, 136 milions de discos al llarg de la seva carrera. Ha rebut nou discos de platí, onze d'or i vuit de plata al Regne Unit i cinc de platí i set d'or als Estats Units. El 2004, la revista Rolling Stone el va posicionar al lloc número 39 de la seva llista dels cent artistes de rock més importants de tots els temps i al lloc 23 de la seva llista dels millors cantants de tots els temps.
Insatisfet amb el nom artístic de Davy (i Davie) Jones, que a mitjans de la dècada de 1960 convidava a confondre's amb Davy Jones de The Monkees, Bowie va decidir canviar el seu nom i va escollir Bowie en honor de Jim Bowie i el ganivet que va popularitzar. el seu single en solitari d'abril de 1967, «The Laughing Gnome», en el qual va utilitzar una tècnica d'accelerar les gravacions vocals a l'estil de The Chipmunks, tampoc va entrar a les llistes de vendes. Sis mesos després va llançar el seu àlbum de debut David Bowie, una amalgama de pop, rock psicodèlic i music hall. Va tenir el mateix resultat, pel que va significar el seu últim llançament en dos anys.

## Biografia

### 1947-1962: Infància i adolescència
David Bowie va néixer com a David Robert Jones a Brixton, Londres, el 8 de gener de 1947. La seva mare, Margaret Mary «Peggy» (cognom de soltera: Burns), d'ascendència irlandesa, treballava com a acomodadora de cinema, mentre el seu pare, Haywood Stenton «John» Jones, era un dirigent de publicitat de l'ONG Barnardo's. Vivien al 40 de Stansfield Road, situat a prop dels barris del sud de Londres de Brixton i Stockwell. Bowie va assistir a la Stockwell Infants School fins als sis anys, on es va guanyar una reputació de nen superdotat i decidit, a més de rebel i lluitador.
El 1953, la família es va mudar a un altre barri proper, Bromley, on dos anys després Bowie va assistir al Burnt Ash Junior School. Van considerar la seva veu "adequada" per al cor de l'escola i la seva manera de tocar la flauta es va considerar per damunt del que és normal pel que fa a habilitats musicals. Als nou anys, la seva forma de ballar resultava increïblement imaginativa: els professors van dir de les seves interpretacions que eren «vistosament artístiques» i que el seu comportament era «sorprenent» per a un nen de la seva edat. Aquell mateix any, el seu interès per la música es va veure reforçat quan el seu pare va portar a casa una col·lecció de discos de vinil de 45 RPM d'artistes com Frankie Lymon and the Teenagers, The Platters, Fats Domino, Elvis Presley i Little Richard. Sobre el moment en què va escoltar la cançó «Tutti Frutti», Bowie va dir després que «havia escoltat Déu». L'impacte que Presley va produir en el nen va ser gran: «Vaig veure una de les meves cosines ballar al ritme de […] "Hound Dog" i mai l'havia vist aixecar-se i moure's tant per res. Realment em va impressionar el poder de la música. Just després d'això vaig començar a adquirir discos». Cap a les acaballes de l'any següent ja havia començat a tocar l'ukelele i el baix tea-chest (fabricat amb una sola corda i una de les caixes utilitzades per transportar te) i va començar a participar en sessions de skiffle amb alguns amics i, a més, a tocar el piano. Mentrestant, les seves actuacions imitant Presley i Chuck Berry, que feia com a homenatge als artistes per al seu grup de boy scouts, van ser descrites com a «fascinants […] com d'un altre planeta». En suspendre l'examen final de primària al col·legi Burnt Ash Junior, Bowie es va canviar al Ravens Wood School. Segons el biògraf Christopher Sandford, aquesta era una escola una mica inusual:
| « | Malgrat el seu prestigi era, en l'època en què hi va arribar David el 1958, tan rica en rituals arcans com qualsevol altra escola pública britànica. Tenia cases amb noms d'homes d'estat del segle xviii com Pitt i Wilberforce. Empraven uniforme i posseïen un elaborat sistema de premis i càstigs. Posaven gran èmfasi en els idiomes, la ciència i el disseny, de manera que floria una atmosfera universitària sota la tutoria d'Owen Frampton. Segons David, Frampton prioritzava la personalitat per sobre l'intel·lecte, els seus companys de Bromley Tech no eren famosos per cap de les dues i incitaven als alumnes més talentosos a encaminar-se a les arts. Era un sistema tan liberal que Frampton va animar al seu propi fill, Peter, que busqués iniciar una carrera musical amb David, una associació intacta trenta anys després. | » |

Bowie va estudiar art, música i disseny i també traçat i composició tipogràfica. Després que Terry Burns, el seu germanastre, l'introduís al món del jazz modern, el seu entusiasme per artistes com Charles Mingus i John Coltrane van portar a la seva mare a regalar-li un saxòfon alt de plàstic el 1961; poc després va començar a rebre classes d'un músic local. El 1962 va tenir un incident al col·legi quan el seu amic George Underwood, que tenia posat un anell al dit, li va clavar un cop de puny a l'ull esquerre durant una baralla per una noia. Els metges van témer que perdés la vista a l'ull, pel que es va haver d'absentar de l'escola mentre li van fer una sèrie d'operacions durant una hospitalització de quatre mesos.
El dany no es va poder esmenar del tot, deixant-lo amb una percepció de la profunditat defectuosa i una pupil·la dilatada permanentment (pel que sembla que tingui ulls de diferent color, encara que els dos iris tenen el mateix to). Malgrat les seves picabaralles, Underwood i Bowie van seguir sent bons amics, i fins i tot Underwood va arribar a dissenyar les portades dels primers discos de Bowie.

### 1962-1968: De The Konrads a The Riot Squad
Quan va passar del seu saxo de plàstic a un instrument real el 1962, Bowie va formar la seva primera banda als quinze anys. The Konrads, amb una formació que variava de quatre fins a vuit membres, entre ells Underwood, tocava rock and roll basat en la guitarra en reunions de joves i casaments. Quan Bowie va abandonar l'escola l'any següent, va comentar als seus pares la seva intenció de convertir-se en una estrella del pop. No obstant això, la seva mare li va aconseguir ràpidament una feina com a ajudant d'electricista. Frustrat per les poques aspiracions dels seus col·legues de la banda, Bowie va deixar The Konrads per formar una nova banda: The King Bees. Va escriure una carta al nou empresari d'èxit John Bloom per demanar-li: «Faci per nosaltres el mateix que ha fet Brian Epstein per The Beatles, i de passada faci un milió més». Bloom no va respondre a l'oferta, però el va derivar al soci de Dick James, Leslie Conn, que d'aquesta manera es va convertir en el primer mànager de Bowie. 

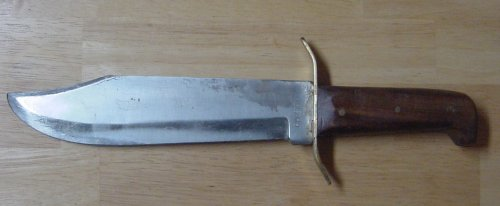
Bowie va adoptar el seu nom artístic en honor de Jim Bowie, creador del ganivet Bowie

Conn va començar immediatament a promocionar Bowie. El single debut de l'artista, «Liza Jane», acreditat a Davie Jones and the King Bees, no va tenir gens d'èxit comercial. Insatisfet amb The King Bees i el seu repertori de blues del tipus d'Howlin' Wolf i Willie Dixon, Bowie va abandonar la banda menys d'un mes després per unir-se a The Manish Boys, un altre grup de blues que incorporava soul i folk: «Solia somiar de ser el seu Mick Jagger», recorda Bowie. «I Pity the Fool» no va tenir més èxit que «Liza Jane» i Bowie va trigar poc a moure's novament i unir-se a Lower Third, un trio de blues altament influenciat per The Who. Lower Third i Bowie eren habituals d'un pub de Denmark Street. «You've Got a Habit of Leaving» no va tenir millor recepció i va significar el final del contracte amb Conn. Va declarar que volia abandonar el món del pop «per estudiar mímica al teatre Sadler's Wells» però va continuar un temps més amb Lower Third. El seu nou mànager, Ralph Horton, culpable en part del seu posterior trasllat a artista en solitari, va veure un nou canvi de banda de Bowie, en aquesta ocasió a The Buzz, amb qui va llançar un nou single poc reeixit anomenat «Do Anything You Say». Mentre tocava amb The Buzz, Bowie també es va unir a The Riot Squad; els seus enregistraments, que incloïen una cançó de Bowie i molt material de The Velvet Underground, mai es van publicar. A partir d'aquí, Ken Pitt, que va presentar a Bowie per Horton, va prendre les regnes de la carrera com a mànager.
Insatisfet amb el nom artístic de Davy (i Davie) Jones, que a mitjan dècada de 1960 es podia confondre amb Davy Jones de The Monkees, Bowie va decidir canviar el seu nom i va escollir Bowie en honor de Jim Bowie i el ganivet que va popularitzar. El seu single en solitari d'abril de 1967, «The Laughing Gnome», en el qual va utilitzar una tècnica d'accelerar les gravacions vocals a l'estil de The Chipmunks tampoc va entrar a les llistes de vendes. Sis mesos després va llançar el seu àlbum de debut David Bowie, una amalgama de pop, rock psicodèlic i music hall. Va tenir el mateix resultat, la qual cosa va significar el seu últim llançament en dos anys.
La fascinació de Bowie per tot allò espectacular va augmentar quan va conèixer el ballarí Lindsay Kemp: «Vivia d'emocions, va ser una meravellosa influència. La seva vida diària va ser el més teatral que he vist mai. Era tot el que jo podia imaginar que significava ser bohemi. Em vaig unir al circ». Kemp, d'altra banda, recorda: «no li vaig ensenyar realment a ser un artista del mim, sinó a exterioritzar-se més a si mateix, […] Jo li vaig permetre alliberar el seu àngel i dimoni interiors». Estudiant art dramàtic amb Kemp, des de teatre d'avantguarda i mímica fins a comèdia de l'art, Bowie es va submergir en la creació de personatges que podria mostrar al món. Satiritzant la vida en una presó britànica, Bowie va compondre «Over the Wall We Go», cançó que es va convertir en un single de 1967 interpretat per Oscar; l'any següent, una altra composició de Bowie, «Silly Boy blue», va ser publicada per Billy Fury. Després que Kemp assignés a Bowie amb Hermione Farthingale per a un minuet poètic, la parella va començar a sortir, poc després es van mudar junts a un apartament de Londres. Van formar una banda junts, on ella tocava la guitarra acústica i John Hutchinson, el baix, entre setembre de 1968 i començaments de 1969, quan Bowie i Farthingale van trencar, el trio va fer uns quants concerts en què combinaven folk, merseybeat, poesia i mímica.

### 1969-1973: Del folk psicodèlic al glam rock

#### D'Space OddityaHunky Dory
A causa del seu poc èxit comercial, Bowie es va veure obligat a intentar guanyar-se la vida d'altres maneres. Va aparèixer en un anunci dels gelats Lyons Maid, però va ser rebutjat en un càsting de Kit Kat. Es va fer una pel·lícula amb la intenció de promocionar el cantant de trenta minuts de durada amb actuacions del seu repertori, anomenada Love You till Tuesday. Tot i que no va sortir a la venda fins al 1984, les sessions d'enregistrament es van fer el gener de 1969 i va significar un inesperat gir en la carrera de l'artista quan Bowie va comentar als productors: «Tinc una nova cançó per a aquesta pel·lícula vostra». Poc després va produir un demo del que significaria el seu primer gran èxit, «Space Oddity», publicat un any després i que va coincidir amb l'arribada de l'home a la lluna. Bowie va trencar les relacions amb Farthingale poc després de completar la pel·lícula i es va mudar amb Mary Finnigan com a la seva inquilina. Continuant amb la divergència del rock and roll i el blues adquirida des dels seus treballs amb Farthingale, Bowie va unir forces amb Finnigan, Christina Ostrom i Barrie Jackson per dirigir un club de folk els diumenges a la nit al pub The Three Tuns de High Street, Beckenham, Londres. Aviat es va convertir en el Beckenham Arts Lab i es va fer molt popular. The Arts Lab va organitzar un festival gratuït en un parc local, fet immortalitzat en la posterior cançó de Bowie «Memory of a Free Festival». «Space Oddity» es va publicar l'11 de juliol, cinc dies abans del llançament de l'Apol·lo 11 i va entrar ràpidament al Top 5 del Regne Unit. El segon disc de Bowie, Space Oddity, el va ser publicat al novembre; primerament es va publicar al Regne Unit amb el títol David Bowie, però va causar confusió amb el seu predecessor del mateix títol, de manera que a la publicació nord-americana se li va canviar el nom a Man of Words/Man of Music. L'àlbum ple de lletres post-hippies sobre la pau, l'amor i la moralitat i amb música folk rock recolzada en cançons de rock més dur, no va ser un èxit en el moment de la seva publicació.
Bowie va conèixer Angela Barnett l'abril de 1969 i s'hi va casar l'any següent. Aquest fet va tenir gran impacte en ell i va influir sobretot a la seva carrera, la qual cosa va minimitzar la influència de Pitt. Com que s'havia establert com a artista en solitari gràcies a «Space Oddity», Bowie va començar a sentir una carència: «Una banda completa i gent amb qui gravar i amb qui pogués relacionar-se personalment». el seu punt feble es va recalcar per la seva rivalitat artística amb Marc Bolan, que en aquell moment era el seu guitarrista de sessió. Va formar una banda amb John Cambridge, un bateria a qui Bowie havia conegut a l'Arts Lab, Tony Visconti com a baixista i Mick Ronson com a guitarrista. Després d'un breu i desastrós començament com a The Hype, el grup va tornar a la configuració original en la qual es presentava a Bowie com a artista en solitari. El seu primer treball d'estudi es va espatllar a causa de les diferències entre Bowie i Cambridge sobre l'estil de bateria, les coses es van acabar quan Bowie, molt enfadat, va acusar Cambridge d'estar «fotent el meu àlbum». A causa d'això Mick Woodmansey va reemplaçar poc després a Cambridge. Poc després, Bowie va acomiadar al seu mànager i el va reemplaçar per Tony Defries. Això va resultar en un llarg litigi, la conseqüència del qual va ser que Bowie va haver de pagar a Pitt una indemnització.
Les sessions d'estudi van continuar i van donar com a resultat el tercer àlbum del cantant, The Man Who Sold the World del 1970. Caracteritzat pel seu so d'hard rock provinent de la seva nova banda de suport, va ser un canvi radical del rock acústic i del folk d'Space Oddity. Per promocionar el disc als Estats Units, Mercury Records va finançar una gira d'entrevistes de costa a costa en la qual Bowie, entre gener i febrer de 1971, va concedir entrevistes als mitjans i a les emissores de ràdio. Per tal d'aprofitar el seu aspecte androgin —la portada original de la versió britànica mostrava al cantant amb un vestit— el cantant va portar-lo en la sèrie d'entrevistes que va fer, la qual cosa que va agradar als crítics. John Mendelsohn, de Rolling Stone el va descriure com a «enlluernador, gairebé una desconcertant reminiscència de Lauren Bacall». Al carrer també va provocar tota mena de reaccions, des del riure fins a l'exemple d'un vianant que li va treure una arma i li va dir: «Besa'm el cul». Durant aquesta gira d'entrevistes Bowie es va fixar en dos influents artistes nord-americans proto-punk que li van donar la idea del que després seria el personatge de Ziggy Stardust: una barreja entre Iggy Pop i la música de Lou Reed, la qual cosa va donar com a resultat «el suprem ídol del pop». Una de les seves antigues xicotes el va recordar «gargotejant en un tovalló sobre una esbojarrada estrella del rock anomenada Iggy or Ziggy» i que a seva tornada a Anglaterra va declarar la seva intenció de crear un personatge «que semblés que acabés d'aterrar de Mart».
A  Hunky Dory, l'àlbum de 1971, Visconti, productor i baixista de Bowie, va ser substituït en ambdós rols per Ken Scott i Trevor Bolder respectivament. Va significar el retorn parcial del cantant de pop lleugerament boig d'«Space Oddity» a la cançó «Kooks», la qual fou composta per al seu fill, Duncan Zowie Haywood Jones, nascut el 30 de maig. En altres cançons, el disc va explorar temàtiques més serioses i conté inusuals homenatges a les seves influències amb cançons com «Song for Bob Dylan», «Andy Warhol» i «Queen Bitch», una imitació de The Velvet Underground. En aquell moment no va tenir un gran èxit comercial.

#### Ziggy Stardust
Amb el seu següent projecte, Bowie, en paraules del seu biògraf David Buckley, «va desafiar el nucli del que se suposava que era la música rock de l'època» i «va crear, possiblement, el culte més gran de la cultura popular». Vestit amb un cridaner vestit i el cabell tenyit de roig, Bowie va posar en marxa el seu espectacle com a Ziggy Stardust al costat de The Spiders from Mars (Ronson, Bolder i Woodmansey) en un pub anomenat Toby Jug a Tolworth el 10 de febrer de 1972. L'espectacle va ser molt popular: el va catapultar a la fama durant la seva gira pel Regne Unit dels mesos següents i va crear, com va descriure Buckley, un «culte a Bowie» que era «únic, la seva influència va durar més i ha estat més creatiu que, potser, cap altre ens dins del pop». The Rise and Fall of Ziggy Stardust and the Spiders from Mars es va publicar el juny de 1972 i combina elements del hard rock de The Man Who Sold the World i el rock/pop experimental de Hunky Dory. «Starman» va sortir a la venda com a single l'abril i va ser la primera pedra de la catapulta que llançà a la fama Bowie al Regne Unit: tant el single com el disc van entrar ràpidament en les llistes de vendes després de la seva actuació al juliol al programa musical Top of the Pops. L'àlbum, que va romandre dos anys a les llistes de vendes, aviat va coincidir amb Hunky Dory (sis mesos anterior), que es va veure arrossegat per l'èxit de The Rise and Fall of Ziggy Stardust and the Spiders from Mars. Alhora, els singles «John, I'm Only Dancing» i «All the Young Dudes» (que no van ser extrets de cap dels seus discs), l'últim dels quals fou compost per la banda Mott the Hoople, es van convertir en èxits. La gira Ziggy Stardust Tour va continuar el seu camí cap als Estats Units.
Bowie va contribuir amb la seva veu (cors) al disc que va consolidar Lou Reed el 1972, Transformer, i va coproduir el disc amb Ronson. El seu propi disc de 1973, Aladdin Sane, va arribar al primer lloc de les llistes britàniques, sent el primer que ho va aconseguir. Bowie va descriure el disc com a «Ziggy va a Amèrica» i conté cançons compostes mentre viatjava pels Estats Units a la primera part de la gira de Ziggy, que després va seguir al Japó per tal de promocionar el disc. Aladdin Sane va engendrar dos singles del Top 5: «The Jean Genie» i «Drive-In Saturday».
L'amor de Bowie per l'actuació el va dur a involucrar-se plenament en els personatges que creava per a la seva música. «Fora de l'escenari sóc un robot. A l'escenari m'emociono. Això probablement explica per què prefereixo disfressar-me de Ziggy a ser David». Malgrat tots aquests èxits, la seva vida personal va topar amb diverses dificultats: en interpretar el mateix paper durant llargs períodes, va fer que fos impossible per a ell separar Ziggy Stardust, i després, The Thin White Duke, de la seva pròpia persona. Bowie va arribar a dir que Ziggy «no em va deixar tranquil durant anys. Aquí va ser quan tot va començar a agrir-se... Tota la meva persona es va veure afectada. Es va convertir en alguna cosa perillosa. Realment vaig tenir dubtes sobre el meu seny». Les seves actuacions finals com a Ziggy, que incloïen cançons de Ziggy Stardust i d'Aladdin Sane, eren ultra teatrals i plenes de moments escandalosos a l'escenari, com ara despullar-se fins a quedar amb un tapall de lluitador de sumo o simular sexe oral amb la guitarra de Ronson. Bowie va seguir de gira i va donar conferències de premsa com a Ziggy abans d'un abrupte i dramàtic «retir» al Hammersmith Odeon de Londres el 3 de juliol de 1973. Apareixen imatges d'aquest concert a la pel·lícula de 1983 Ziggy Stardust and the Spiders from Mars.
Després de la separació de The Spiders from Mars, Bowie va intentar seguir endavant allunyant-se del personatge de Ziggy. El seu catàleg musical ja era bastant demandat: The Man Who Sold the World es va reeditar el 1972 juntament amb Space Oddity. «Life on Mars?», d'Hunky Dory, es va reeditar el juny de 1973 i va arribar al lloc número tres de la llista britànica de singles. «The Laughing Gnome» va entrar a la mateixa llista al setembre, arribant fins al lloc número quatre. L'octubre va sortir a la venda Pin Ups, un recull de versions de les seves cançons favorites dels anys 1960 que es va posicionar al lloc número u de la llista britànica d'àlbums. Del disc es va extreure el single «Sorrow» que va arribar al lloc número tres, fent de David Bowie l'artista amb més vendes al Regne Unit de 1973, arribant a tenir sis dels seus discos a la llista de vendes a la vegada.

### 1974-1976: Soul, funk i The Thin White Duke

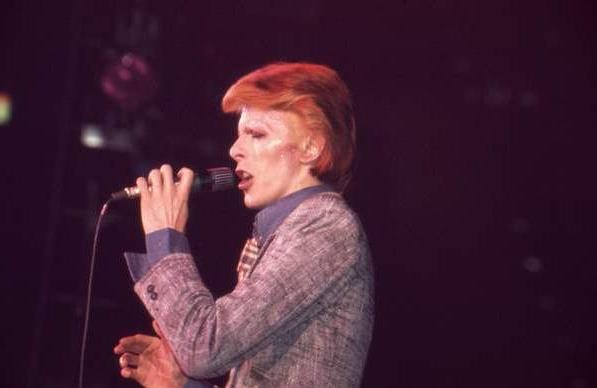
Bowie en una actuació del 5 de juliol de 1974 al Charlotte Park Centre, Carolina del Nord, durant la gira de Diamond Dogs

Bowie es va mudar als Estats Units el 1974, on es va instal·lar primer a Nova York per després mudar-se a Los Angeles. L'àlbum Diamond Dogs, de 1974 i que està dividit entre el soul i el funk, és el producte de dues idees diferents: un musical basat en un futur salvatge en una ciutat postapocalíptica barrejat amb la idea de posar-li música a l'obra de George Orwell 1984. El disc va arribar al número u al Regne Unit i al número cinc als Estats Units. Se'n van extreure dos singles: «Rebel Rebel» i «Diamond Dogs». Per tal de promocionar el disc, Bowie va començar la gira Diamond Dogs Tour, visitant ciutats dels Estats Units entre juny i desembre de 1974. La coreografia de la gira va ser a càrrec de Toni Basil amb efectes especials molt teatrals. Alan Yentob va rodar un documental d'alt pressupost, resultant en Cracked Actor, en el qual es pot veure un Bowie escanyolit i pàl·lid: la gira va coincidir amb el seu pas de consumidor de cocaïna a una veritable addicció, cosa que va donar com a resultat que estigués feble, paranoic i emocionalment inestable. Després va comentar que l'àlbum en directe que el va seguir, David Live, devia titular-se «David Bowie Is Alive and Well and Living Only In Theory» (David Bowie és viu i es troba bé només en teoria). Malgrat tot, David Live va solidificar l'estatus de Bowie com a superestrella, arribant al número dos al Regne Unit i al número vuit als Estats Units. A més, la seva versió de l'èxit d'Eddie Floyd, «Knock on Wood», va entrar al Top 10 britànic. Després d'un descans a Filadèlfia, on Bowie va gravar nou material, la gira va seguir amb un nou enfocament cap al soul.
El resultat de les sessions de gravació de Filadèlfia és Young Americans (1975). El biògraf Christopher Sandford va escriure: «Al llarg dels anys, la majoria dels rockers anglesos havien intentat, d'una manera o altra, convertir-se en negres per extensió. Pocs havien tingut èxit com el que va tenir Bowie en aquell moment». El so de l'àlbum, que el cantant identifica com a «plastic soul», va significar un canvi radical d'estil, cosa que va sorprendre a molts dels seus devots del Regne Unit. Young Americans va suposar el primer número u de Bowie als Estats Units amb la cançó «Fame», coescrita amb John Lennon, qui a més va contribuir cantant els cors, i Carlos Alomar. Va ser un dels primers artistes blancs a participar en el xou de varietats de la televisió nord-americana Soul Train, on Bowie va cantar fent playback «Fame» i «Golden Years», single publicat l'octubre. Young Americans va ser un èxit comercial tant als Estats Units com al Regne Unit i una reedició del single de 1969 «Space Oddity» es va convertir en el primer número u britànic pocs mesos després d'aconseguir la mateixa gesta amb «Fame» als Estats Units.
Tot i la seva fama consolidada, Bowie vivia dia a dia. En paraules del seu biògraf Christopher Sandford: «Malgrat totes les vendes (més d'un milió de còpies només de Ziggy Stardust), subsistia essencialment amb escassos diners». El 1975, en una jugada similar a la que li havia permès desfer-se de Pitt feia quinze anys, Bowie va acomiadar el seu mànager. En acabar els mesos de litigi, com descriu Sandford, va veure com «milions de dòlars dels seus futurs guanys s'entregaven» en el qual va ser «un final molt generós amb Defries», per a després «tancar-se al West 20th Street, on per una setmana es van poder sentir els seus laments a través de la porta tancada de l'àtic». Michael Lippman, l'advocat de Bowie en les negociacions, es va convertir en el seu nou representant; Lippman també es va emportar una generosa compensació quan Bowie el va acomiadar l'any següent.
L'àlbum de 1976, Station to Station, introdueix un nou àlter ego de Bowie, «The Thin White Duke», tret de la lletra de la cançó que dona títol al disc. El personatge, visualment, era una extensió de Thomas Jerome Newton, un extraterrestre que va interpretar aquell mateix any a la pel·lícula The Man Who Fell to Earth. Station to Station desenvolupa el funk i soul de Young Americans i és un avanç del krautrock i la música amb sintetitzadors de les seves següents publicacions. El punt a què havia arribat la drogoaddicció de Bowie es va fer públic quan Russell Harty va entrevistar el cantant per al programa London Weekend Television poc abans del començament de la gira de promoció del disc. Poc abans que comencés l'entrevista es va anunciar la mort recent del dictador espanyol Francisco Franco. Li van demanar a Bowie que cedís temps per permetre difondre les notícies que es van generar arran d'això. S'hi va negar, per la qual cosa es va començar amb l'entrevista, deixant per a després les notícies provinents d'Espanya. A la conversa amb Harty, com descriu el biògraf David Buckley, «les paraules del cantant eren pràcticament inintel·ligibles durant el temps que va durar la llarga entrevista. […] Bowie semblava estar completament desconnectat i era gairebé incapaç de dir una frase coherent». El seu seny, segons una posterior confessió pròpia, s'havia enrarit a causa del consum de cocaïna; va patir diverses sobredosis aquell any i el seu aspecte físic començava a ser alarmant.
La publicació el gener de 1976 de l'àlbum Station to Station va ser seguida d'una gira de tres mesos i mig per Europa i els Estats Units. Amb un escenari auster, l'Isolar - 1976 Tour incloïa cançons del disc, incloent-hi la llarga i dramàtica «Station to Station», les balades «Wild is the Wind» i «Word on a Wing», i les més funky «TVC 15» i «Stay». La banda que va reunir per a l'àlbum i la gira (Alomar [guitarra rítmica], George Murray [baix] i Dennis Davis [bateria]), va continuar amb Bowie el que quedava de dècada. La gira va ser un gran èxit, tot i que es va enfangar en controvèrsies de tipus polític. Es diu que Bowie va dir a Estocolm que «el Regne Unit es beneficiaria amb un líder feixista», i va ser detingut a les duanes russo-poloneses per tenir parafernàlia nazi. Es va parlar encara més del tema quan el maig va arribar a Londres i va protagonitzar el que es coneix com a «l'incident del Victoria Station». Va arribar en un Mercedes descapotable i va saludar la gentada d'una manera que alguns van interpretar com una salutació nazi, moment que fou capturat en una fotografia i publicat a la revista NME. Bowie va al·legar que simplement el fotògraf l'havia caçat a mitja salutació. Més endavant va culpar dels comentaris feixistes d'aquella època a les seves addiccions i al personatge The Thin White Duke. «Era fora de tot control, totalment boig. Estava molt ficat en la mitologia… tot això de Hitler i la dreta... Havia descobert el rei Artur…». Segons el dramaturg Alan Franks en un article a The Times, «estava realment "trastocat". Va tenir unes molt males experiències amb les drogues dures».

### 1976-1979: Berlín

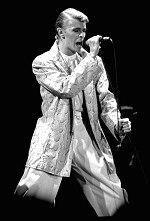
Bowie actuant a Oslo el 5 de juny del 1978

Bowie es va mudar a Suïssa el 1976 i va adquirir un xalet a les muntanyes al nord del llac Leman. En aquest nou entorn, el seu consum de cocaïna va augmentar i també va créixer el seu interès per aconseguir metes fora de la seva carrera musical. Va començar a pintar, arribant a produir moltes obres postmodernes. Quan estava de gira dibuixava esbossos en un quadern i fotografiava tot el que creia que després li serviria de referència per pintar. Visitava galeries d'art a Gènova i freqüentava el Museu Brücke de Berlín, de manera que, en paraules del seu biògraf Christopher Sandford, es va convertir en «un prolífic productor i col·leccionista d'art contemporani. […] No només es va convertir en un conegut client d'art expressionista, sinó que tancat al Clos des Mésanges va començar uns cursos intensius de música clàssica i literatura, a banda de començar a treballar en una autobiografia».
Abans d'acabar el 1976, l'interès de Bowie per la vibrant escena musical alemanya, a banda de la seva addicció a les drogues, el van fer mudar a Berlín Oest per tal de desintoxicar-se i revitalitzar la seva carrera. Compartia pis amb Iggy Pop a Schöneberg i va començar a treballar amb Brian Eno, enfocant-se en la música ambiental i minimalista, de tal manera que es va fer el primer de tres àlbums, coproduïts amb Tony Visconti, que més endavant es coneixerien com a la «Berlin Trilogy». Durant aquesta mateixa època, Iggy Pop va completar el seu àlbum de debut, The Idiot, amb Bowie com a músic i coescriptor, i la seva continuació, Lust for Life, i va fer una gira pel Regne Unit, Europa i els Estats Units entre el març i l'abril del 1977. Low (1977), parcialment influït pel so krautrock de bandes com Kraftwerk i Neu!, evidencia un canvi en la forma de compondre de Bowie, canviant d'un mètode narratiu a una forma musical més abstracta on les lletres són esporàdiques i opcionals. Quan va sortir al mercat va rebre crítiques negatives, va ser una publicació que RCA Records, ansiosa per mantenir la seva empenta comercial, no va rebre de bona gana, i que l'exmànager de Bowie, Tony Defries, qui encara tenia interessos financers en els assumptes del cantant, va intentar impedir. Malgrat les prediccions, de Low es va extreure el single «Sound and Vision», que es va posicionar al número tres de la llista britànica. L'àlbum, al Regne Unit, va superar en vendes al seu predecessor Station to Station, arribant al número dos de les llistes. El 1992, el compositor contemporani Philip Glass va descriure Low com a «l'obra d'un geni» i el va utilitzar com a base del seu Symphony No 1 "Low"; posteriorment, Glass va usar el següent disc de Bowie per a la seva obra de 1996 Symphony No 4 "Heroes". Glass va elogiar Bowie i la seva facilitat per crear «peces de música bastant complexes, emmascarades com a peces senzilles».
El segon disc de la trilogia, Heroes, tot i que conté el concepte de música minimalista i instrumental, incorpora més pop i rock, a causa en part de la col·laboració del guitarrista Robert Fripp. De la mateixa manera que Low, "Heroes" posa de manifest el zeitgeist de la Guerra Freda, simbolitzat per la dividida ciutat de Berlín. Incorporant sons d'ambient d'una gran varietat de fonts com ara el soroll blanc, els sintetitzadors i un koto, l'àlbum va tornar a ser un èxit, arribant al número tres al Regne Unit. La cançó que dona títol al disc, tot i només arribar al número 24 de la llista de singles britànica, es va guanyar una popularitat duradora, per la qual cosa que se'n van publicar versions en alemany i en francès mesos després. A finals d'any, Bowie va interpretar la cançó al programa televisiu de Marc Bolan Marc, i dos dies després en un especial nadalenc de Bing Crosby, on es va unir a Crosby per cantar «Peace on Earth/Little Drummer Boy», una versió de «The Little Drummer Boy» amb un nou vers contrapuntual. Cinc anys després, aquesta versió a duo es va convertir en un èxit, arribant al número tres de les llistes britàniques el dia de Nadal de 1982.
Un cop acabats Low i "Heroes", Bowie va passar gran part del 1978 a la gira Isolar II, portant la música dels dos primers discos de la «Berlin Trilogy» a gairebé un milió de persones en uns 70 concerts a dotze països. En aquest moment ja havia superat el seu problema amb les drogues, el biògraf David Buckley va escriure que Isolar II va ser «la primera gira en cinc anys en què Bowie no s'havia anestesiat amb copioses quantitats de cocaïna abans de pujar a l'escenari. […] Sense oblidar-se dels problemes que li havien causat les drogues, ara es trobava en un estat mental prou bo per tornar a voler fer amistats». Els enregistraments d'aquesta gira van donar com a resultat l'àlbum en directe Stage, publicat aquell mateix any.
L'obra final del que Bowie va anomenar el seu «tríptic», Lodger (1979), evita la natura minimalista i ambiental dels dos anteriors, afegint-hi un retorn parcial del rock de guitarra i bateria de la seva època anterior a Berlín. El resultat és una barreja complexa de new wave i world music, incorporant també escales musicals orientals provinents de la regió de l'Hijaz. Algunes de les pistes es van compondre fent servir una baralla d'Oblique Strategies (un joc de cartes amb frases que havien de seguir) creades per Eno i Peter Schmidt: «Boys Keep Swinging» va implicar que els membres de la banda haguessin de canviar els seus instruments entre ells, «Move On» usa els acords de la cançó de Bowie «All the Young Dudes» tocats de l'inrevés, mentre que «Red Money» utilitza parts de «Sister Midnight», una cançó composta anteriorment amb Iggy Pop. El disc es va gravar a Suïssa. Abans de la seva publicació, Mel Ilberman de RCA va dir: «Seria just dir-lo el Sergeant Pepper de Bowie […] un àlbum conceptual que descriu al Lodger («l'inquilí») com un rodamón sense llar, rebutjat i victimitzat per les pressions de la vida i la tecnologia». Christopher Sandford el descriu dient: «El disc era tan esperat amb les seves eleccions tan dubtoses, i la producció va significar el final de l'associació de Bowie amb Eno, després de quinze anys». Lodger va arribar al número quatre al Regne Unit i al vint als Estats Units i se'n van extreure dos reeixits singles al Regne Unit, «Boys Keep Swinging» i «DJ». A finals d'any, Bowie i Angela van decidir divorciar-se, i després de mesos de batalles judicials, el seu matrimoni va acabar al començament de 1980.

### 1980-1989: De superestrella a megaestrella
| Freddie Mercury sobre Bowie |
| "Under Pressure" va sorgir per casualitat, David va venir a veure'ns a l'estudi, […] comencem a jugar junts amb alguna cosa i tot va sortir de manera molt espontània i ràpida. […] Va ser un veritable plaer treballar amb ell, té un talent enorme. - Freddie Mercury sobre la seva col·laboració amb Bowie al single. |

De Scary Monsters (and Super Creeps) (1980) es va extreure un single número u, «Ashes to Ashes», que inclou el treball de textures de guitarra-sintetitzador dut a terme per Chuck Hammer i que torna a utilitzar el personatge de Major Tom de Space Oddity. La cançó va servir per mostrar internacionalment el moviment new romantic underground de quan Bowie va visitar el club de Londres «Blitz» (el lloc new romantic  de moda) per contractar alguns dels membres regulars (inclòs Steve Strange de la banda Visage) per actuar al videoclip de la cançó, cèlebre per ser un dels més innovadors de l'època. Encara que per a Scary Monsters va utilitzar alguns dels principis dels àlbums de Berlín, els crítics el van considerar molt més directe musical i líricament. La part hard rock del disc inclou cridaneres contribucions de guitarra de Robert Fripp, Pete Townshend, Chuck Hammer i Tom Verlaine. Mentre «Ashes to Ashes» arribava al número u al Regne Unit, Bowie va començar un treball de tres mesos protagonitzant l'obra The Elephant Man a Broadway.
Bowie es va associar amb Queen el 1981 per col·laborar al single «Under Pressure». El duo va ser un èxit, convertint-se d'aquesta manera en el tercer número u de Bowie al Regne Unit. Aquell mateix any, va fer un cameo a la pel·lícula alemanya Christiane F., una història real de drogoaddicció adolescent al Berlín dels anys 1970. La banda sonora, plena de música de Bowie, es va publicar amb el títol de Christiane F. pocs mesos després. Bowie també va protagonitzar l'adaptació televisiva de l'obra de Bertolt Brecht Baal, feta per la BBC el 1981. Coincidint amb la retransmissió, es va publicar un Extended Play de cinc cançons de l'obra, gravades a Berlín, amb el títol de David Bowie in Bertolt Brecht's Baal. El març de 1982, un mes abans de l'estrena de la pel·lícula de Paul Schrader Cat People, es va publicar com a single la cançó homònima de Bowie, «Cat People (Putting Out Fire)», que va arribar a ser un èxit menor als Estats Units i va entrar al Top 30 britànic.

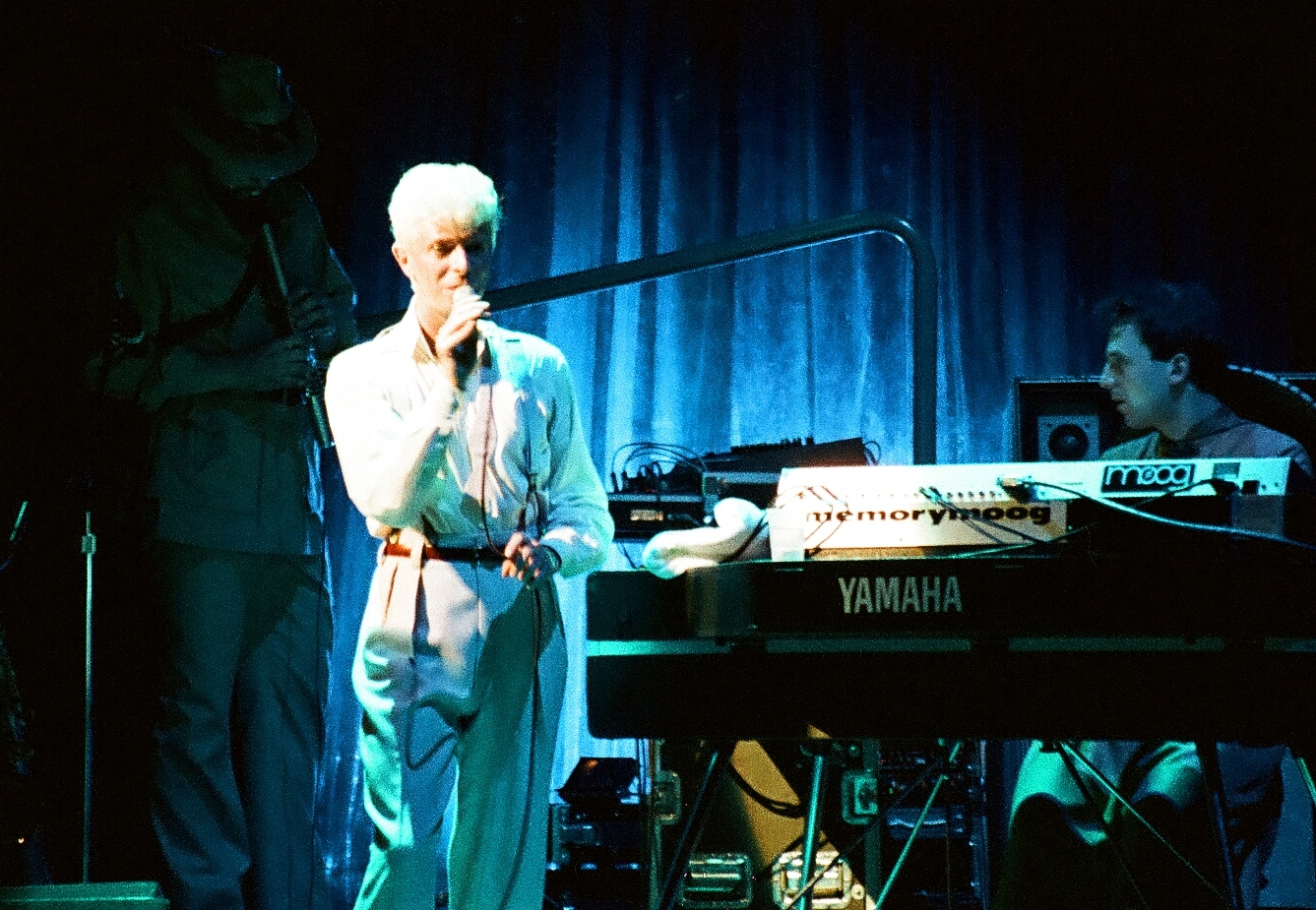
Bowie el 1983 a la gira "Serious moonlight"

Bowie va arribar a un altre punt àlgid de la seva carrera amb l'èxit comercial de Let's Dance (1983), coproduït per l'integrant de Chic Nile Rodgers, que es va convertir en disc de platí tant al Regne Unit com als Estats Units. Els seus tres singles van entrar al Top 20 de tots dos països, on la cançó que dona títol al disc va arribar al número u. «Modern Love» i «China Girl» van arribar al número dos al Regne Unit, acompanyats dels seus respectius videoclips que, com descriu el biògraf David Buckley, «eren totalment absorbents i van activar arquetips claus per al món del pop. "Let's Dance", amb la seva poca narrativa enfocada en una jove parella d'aborígens, se centra en la joventut, mentre "China Girl", amb la seva escena d'amor (parcialment censurada després) a la platja amb els culs a ple aire (homenatge a la pel·lícula From Here to Eternity), era prou provocativa sexualment per garantir que MTV l'emetés sovint». El 1983, Bowie ja s'havia convertit en un dels més importants realitzadors de vídeos musicals de la seva època. Per promocionar Let's Dance es va embarcar en la gira mundial Serious Moonlight, en què es va fer acompanyar pel guitarrista Earl Slick i els coristes Frank i George Simms. La gira va durar sis mesos i va tenir una gran recepció.
Tonight (1984), també pensat per a les pistes de ball, va comptar amb la col·laboració de Tina Turner i, una altra vegada, d'Iggy Pop. Conté diverses cançons versionades, entre les quals hi ha l'èxit de 1966 dels The Beach Boys «God Only Knows». A més, conté l'èxit transatlàntic «Blue Jean», inspiració per al curtmetratge «Jazzin' for Blue Jean», pel qual Bowie va guanyar un premi Grammy a la categoria de Millor vídeo musical. Bowie va actuar a l'estadi de Wembley el 1985 com a part del Live Aid, una sèrie de concerts benèfics duts a terme en diversos llocs del món per intentar pal·liar la fam a Etiòpia. Durant l'esdeveniment es va publicar un single amb finalitats benèfiques a duo amb Mick Jagger, «Dancing in the Street», que va arribar al número u de vendes la primera setmana. Aquell mateix any, Bowie es va associar amb els Pat Metheny Group per gravar «This Is Not America», com a part de la banda sonora de The Falcon and the Snowman. Publicada com a single, la cançó va entrar al Top 40 als Estats Units i al Regne Unit.

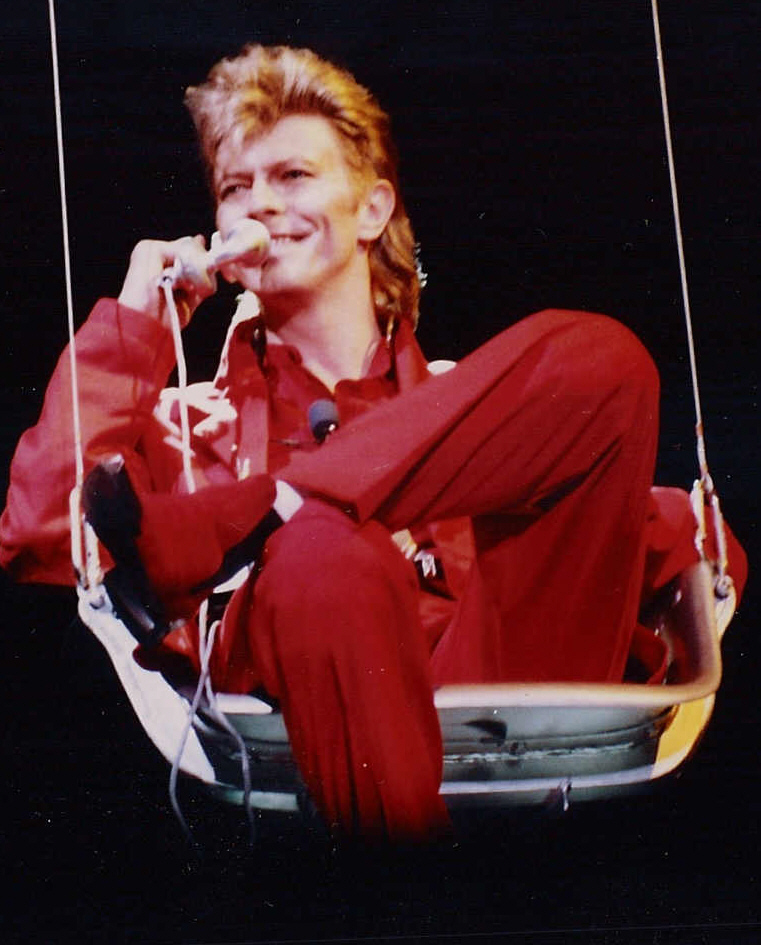
Bowie actuant al Glass Spider Tour del 1987

Bowie va obtenir un paper a la pel·lícula de 1986 Absolute Beginners. La pel·lícula no va ser ben rebuda per la crítica, encara que la cançó que va compondre per a la pel·lícula va arribar al número dos de la llista de singles britànica. També va interpretar Jareth, rei dels Goblins, a la pel·lícula de Jim Henson Labyrinth, també del 1986, per a la banda sonora de la qual va compondre cinc cançons.
El seu últim àlbum d'estudi de la dècada va ser Never Let Me Down de 1987, on es va desfer del so lleuger dels seus dos discos anteriors, oferint en comptes d'això rock més dur amb punts d'industrial/techno. El disc es va posicionar al número sis de la llista britànica. Se'n van extreure els singles «Day-In, Day-Out» (el seu single número 60), «Time Will Crawl» i «Never Let Me Down». Bowie va declarar després que considera l'àlbum el seu «punt més baix», dient que és «un disc horrible». Per tal de promocionar Never Let Me Down, després de nou xous per a la premsa va començar la seva gira Glass Spider el 30 de maig, que va constar de 86 concerts. En aquesta ocasió Bowie va comptar amb Peter Frampton com a guitarrista líder. La crítica va difamar la gira dient que estava sobreproduïda i que es va fer per complaure la moda de l'arena rock amb els seus efectes especials i balls.

### 1989-1991: Tin Machine

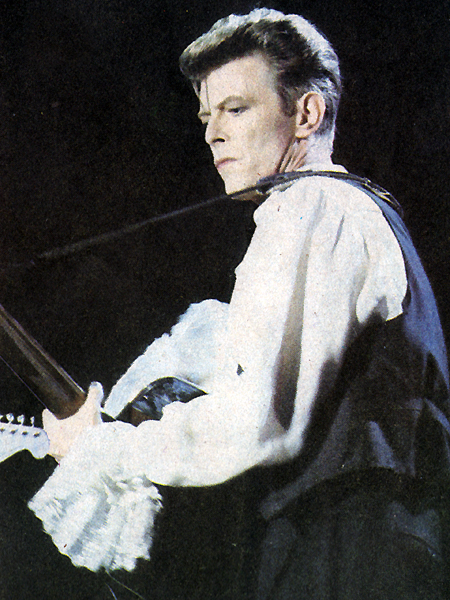
Bowie en un concert a Xile durant la gira Sound + Vision Tour

Bowie va aparcar la seva carrera solista el 1989 per passar a formar part d'una banda per primera vegada des de començament de la dècada de 1970. Va sorgir un quartet de hard rock, Tin Machine, després de començar a experimentar amb el guitarrista Reeves Gabrels. La formació es va completar amb Tony i Hunt Sales, a qui coneixia des de finals de la dècada de 1970 per la seva participació (com a bateria i baixista, respectivament) en l'àlbum d'Iggy Pop de 1977 Lust For Life.
Tot i que va intentar que el grup funcionés com una democràcia, Bowie s'hi imposava, tant en la composició de cançons com en la presa de decisions. El seu àlbum de debut, Tin Machine (1989) va ser popular en un inici, encara que les seves lletres polititzades no van comptar amb l'aprovació universal: Bowie va descriure una de les cançons com a «simplista, tímida, radical sobre la insurgència dels neonazis». Des del punt de vista del biògraf Cristian Standford: «Calia valor per denunciar les drogues, el feixisme i la televisió […] d'una manera que arribava al nivell literari d'un llibre d'historietes». EMI es va queixar de «les lletres predicadores», de les «melodies repetitives» i la «producció minimalista o inexistent». No obstant això, l'àlbum va aconseguir el tercer lloc al Regne Unit. La primera gira mundial de Tin Machine va ser un èxit comercial, però va començar a aparèixer certa reticència (entre crítics i fanàtics) a acceptar a Bowie com un simple membre d'una banda. Una sèrie de singles de la banda no van arribar a entrar a les llistes i Bowie, després un desacord amb EMI, va abandonar la discogràfica. De la mateixa manera que el seu públic i els crítics, el mateix Bowie va començar a sentir-se incòmode com a integrant d'un grup. Tin Machine va començar a treballar en un segon àlbum, però Bowie va posar a l'espera la iniciativa i va tornar a treballar en solitari. Interpretant els seus vells èxits durant la seva gira de set mesos Sound + Vision Tour va trobar, novament, l'èxit comercial i l'aclamació de la crítica.
L'octubre de 1990, una dècada després del seu divorci amb Angela, un amic en comú li va presentar la supermodel somali Iman. Sobre aquest fet, Bowie va afirmar: «Pensava en el nom dels nostres futurs fills la mateixa nit en què ens vam conèixer […] va ser absolutament immediat». Es van casar el 1992. Tin Machine va reprendre la feina aquell mateix mes, però el públic i els crítics, decebuts pel primer àlbum, no van mostrar gens d'interès pel segon. La publicació de Tin Machine II va estar marcada per una àmplia campanya de publicitat i un gran conflicte sobre la portada: després que comencés la producció, Victory, la seva nova discogràfica, va considerar la imatge dels quatre integrants de la banda despullats en postures artístiques (que Bowie considerava «de gust exquisit») «una mostra d'imatges obscenes i equivocades», de manera que van usar un aerògraf i pegats per ocultar els genitals de les figures. La banda va sortir de gira una vegada més, però després que el seu àlbum en directe Tin Machine Live: Oy Vey, Baby fracassés comercialment, la banda es va separar i Bowie, encara que va seguir col·laborant amb Gabrels, va reprendre la seva carrera de solista.

### 1992-1999: Música electrònica

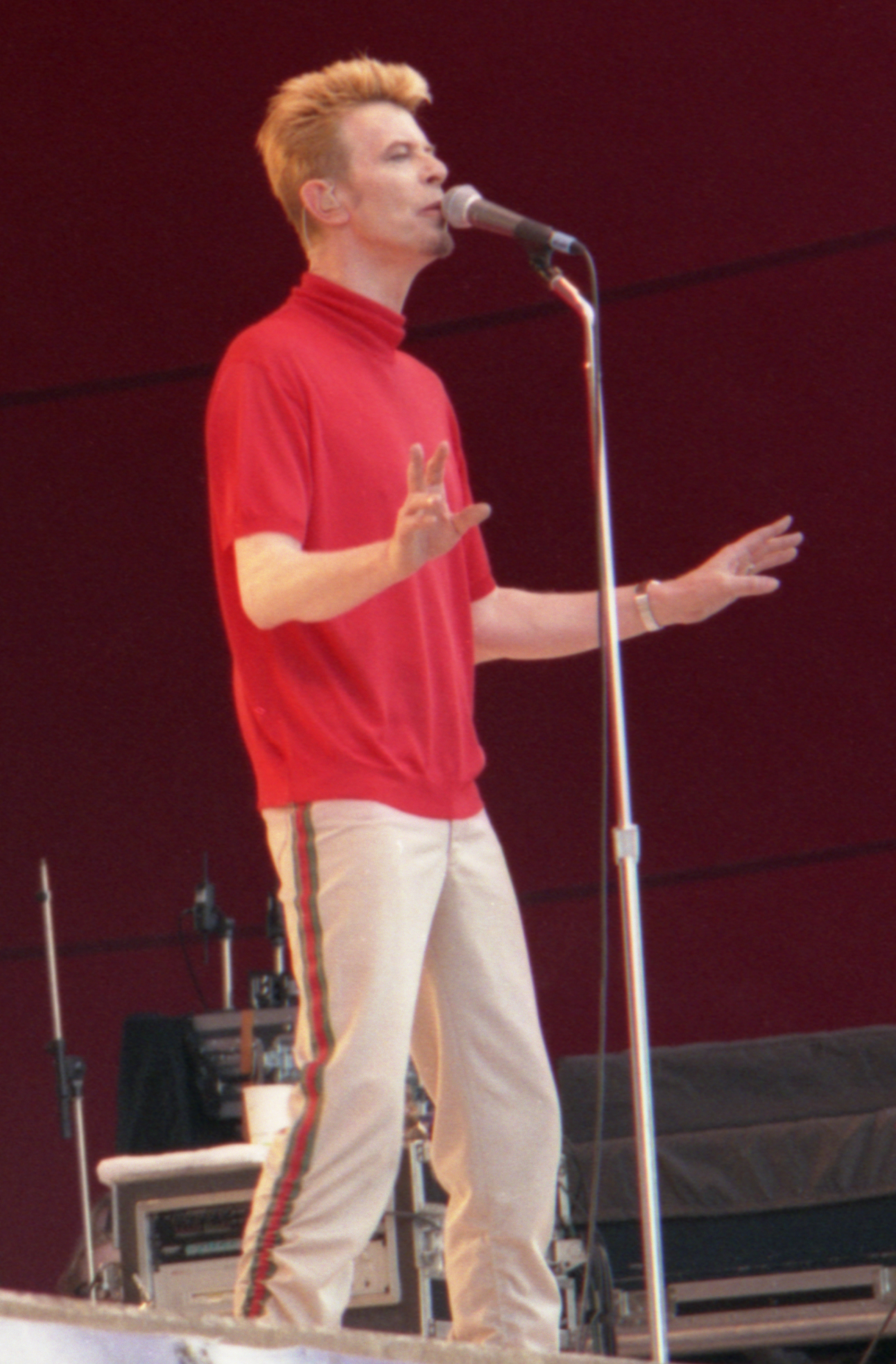
Bowie en un concert a Finlàndia el 1997.

L'abril de 1992, Bowie va participar en el concert d'homenatge a Freddie Mercury, en honor del líder de Queen mort un any abans. A més d'interpretar «Heroes» i «All the Young Dudes», va prendre part en la interpretació de la cançó «Under Pressure» al costat d'Annie Lennox, qui va fer la part vocal que corresponia a Mercury. Quatre dies després, Bowie es va casar amb Iman a Suïssa. Van viatjar a Los Angeles a la recerca d'una propietat adequada amb la intenció de mudar-s'hi però es van veure obligats a romandre confinats al seu hotel, sota toc de queda, a causa dels disturbis de Los Angeles d'aquell mateix dia. Finalment, es van establir a Nova York en comptes de fer-ho a Los Angeles.
El 1993 va sortir a la venda la seva primera publicació en solitari després de la separació de Tin Machine, Black Tie White Noise, amb influències del soul, el jazz i el hip-hop. Fent un ús ampli d'instrumentació electrònica, l'àlbum, en què Bowie es va reunir amb el productor de Let's Dance, va confirmar el retorn del cantant a la popularitat, ocupant el primer lloc a les llistes d'àlbums britàniques i generant tres singles que van arribar a ocupar un lloc al Top 40, incloent-hi la cançó «Jump They Say». Bowie va explorar noves direccions amb The Buddha of Suburbia (1993), la banda sonora de l'adaptació per a una sèrie televisiva basada en la novel·la d'Hanif Kureishi. Contenia alguns dels nous elements presents a Black Tie White Noise i va significar un canvi cap al rock alternatiu. Va rebre crítiques molt favorables, tot i només posicionar-se al número 87 de les llistes de vendes del Regne Unit.
L'industrial Outside de 1995, que va reunir Bowie amb Brian Eno, va ser inicialment concebut com al primer volum d'una narració no lineal sobre art i assassinats. L'àlbum, que comptava amb personatges d'una història curta escrita per Bowie, va tenir èxit als Estats Units i al Regne Unit i conté tres singles que van entrar al Top 40 de la UK Singles Chart. En una decisió que va provocar una reacció mixta entre crítics i fanàtics, Bowie va decidir que Nine Inch Nails l'acompanyés en el seu Outside Tour. La gira, durant la qual van visitar ciutats d'Europa i Amèrica del Nord entre setembre de 1995 i febrer de 1996, va significar la tornada de Gabrels com a guitarrista del cantant.
Bowie va ingressar al Saló de la fama del Rock el 17 de gener de 1996. Earthling de 1997, que incorporà elements de drum and bass, va ser un èxit comercial al Regne Unit i als Estats Units i dos dels seus singles van entrar al Top 40 de la primera regió. La cançó «I'm Afraid of Americans», composta per a la pel·lícula de Paul Verhoeven Showgirls va ser gravada de nou per a l'àlbum i remesclada per Trent Reznor per tal de publicar-la com a single. L'àmplia difusió que va tenir el seu vídeo promocional va contribuir a fer que passés setze setmanes a la llista nord-americana Billboard Hot 100. La gira per promocionar l'àlbum va tenir lloc a Europa i Amèrica del Nord entre juny i novembre de 1997. Bowie es va reunir amb Visconti el 1998 per gravar «(Safe in This) Sky Life» per a la pel·lícula Rugrats. Encara que el tema es va editar després del final cut, seria regravat i publicat amb el títol de «Safe» com a la cara B del single de 2002 «Everyone Says 'Hi'». La reunió va permetre altres col·laboracions, incloent-hi una versió publicada com a single d'edició limitada de la cançó de Placebo «Without You I'm Nothing», coproduïda per Visconti, amb les harmonies vocals de Bowie afegides a la gravació original. El 1998 Bowie va gravar «A Foggy Day (In London Town)» amb Angelo Badalamenti per al disc compilatori de la Red Hot Organization Red Hot + Rhapsody, un homenatge a George Gershwin que va recaptar diners per a diverses organitzacions caritatives que busquen conscienciar sobre la problemàtica de la SIDA i lluitar contra la malaltia.

### 1999-2016: Neoclassicisme

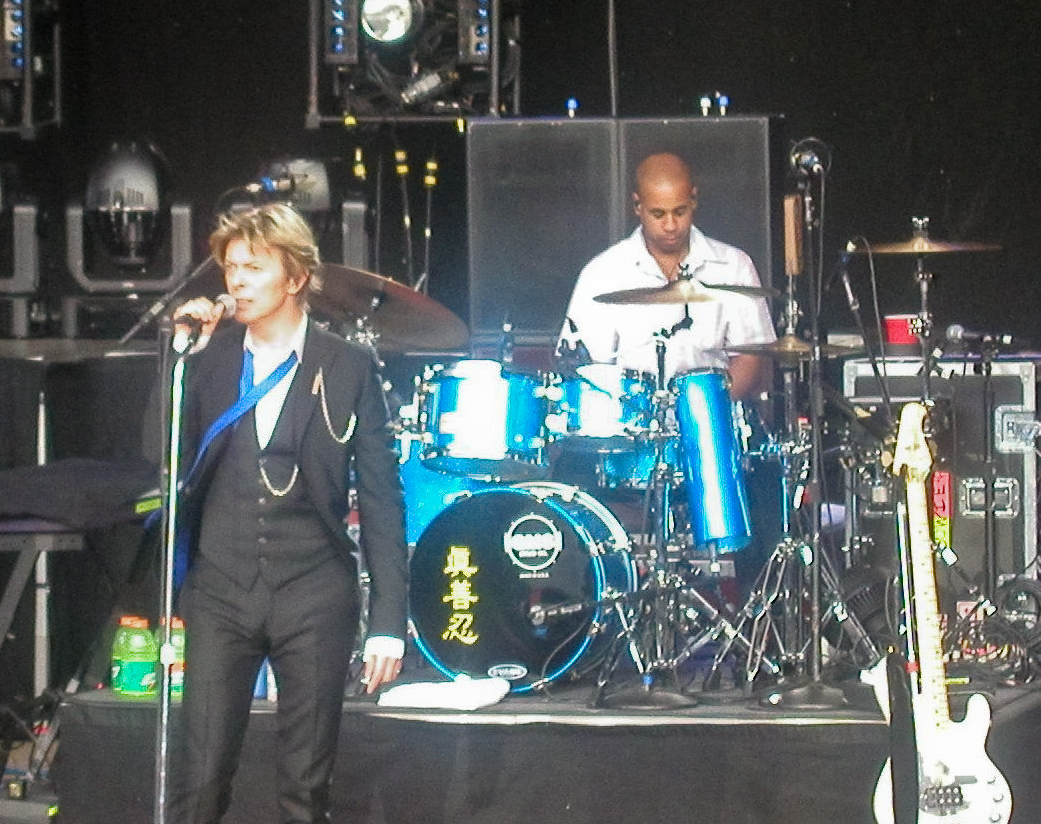
Bowie durant una presentació del seu Heathen Tour amb Sterling Campbell el 2002.

Bowie va crear la banda sonora d'Omikron, un videojoc de 1999 en el qual Iman i ell també hi figuren com a personatges. El seu àlbum 'Hours ...', publicat el mateix any, conté cançons d'aquest projecte regravades i presenta a més una cançó d'Alex Grant, guanyador d'un concurs organitzat per Bowie que provava de trobar la millor lletra de cançó per a un videojoc. Fent un ús ampli d'instruments en directe, l'àlbum va significar el seu comiat a la música electrònica. El 2000 van començar les sessions per al planejat Toy, en què s'intentava presentar noves versions de les seves primeres cançons, però l'àlbum mai va arribar a sortir al mercat. Bowie i Visconti van continuar les seves col·laboracions, produint un nou àlbum amb cançons totalment originals: Heathen, del 2002. Alexandra Zahra Jones, filla de Bowie i Iman, va néixer el 15 d'agost d'aquell mateix any.
L'octubre de 2001, Bowie va obrir el concert per a la Ciutat de Nova York, un esdeveniment de caritat organitzat per ajudar les víctimes dels atemptats de l'11 de setembre, amb una interpretació minimalista de la cançó de Simon & Garfunkel «America», seguida d'una interpretació amb banda completa de «Heroes». El 2002 es va publicar Heathen i durant la segona meitat de l'any Bowie va començar la seva gira The Heathen Tour. La gira, que abastà Europa i Amèrica del Nord, va començar al festival londinenc Meltdown, en el qual el cantant havia estat elegit director artístic. Entre les actuacions que va seleccionar per participar en l'espectacle estaven Phillip Glass, Television i The Polyphonic Spree. A més de presentar cançons del nou àlbum, a la gira també es van interpretar cançons de la seva etapa de Low. Després, es va publicar Reality, el qual va seguir una gira promocional, A Reality Tour, que va abastar Europa, Estats Units, Nova Zelanda, Austràlia i el Japó. S'estima que va tenir una assistència total de més de 7.000.000 de persones, sent la gira amb més beneficis de la primera meitat de 2004. Durant un concert a Oslo, Bowie va ser ferit en un ull per una piruleta llançada per un admirador, una setmana més tard va sentir dolor al pit mentre tocava al festival Hurricane a Scheeßel, Alemanya. Originalment es creia que era un nervi inflamat, però més tard se li va diagnosticar una artèria taponada, que va requerir una angioplàstia d'emergència a Hamburg. Les catorze dates de la gira restants van ser cancel·lades.

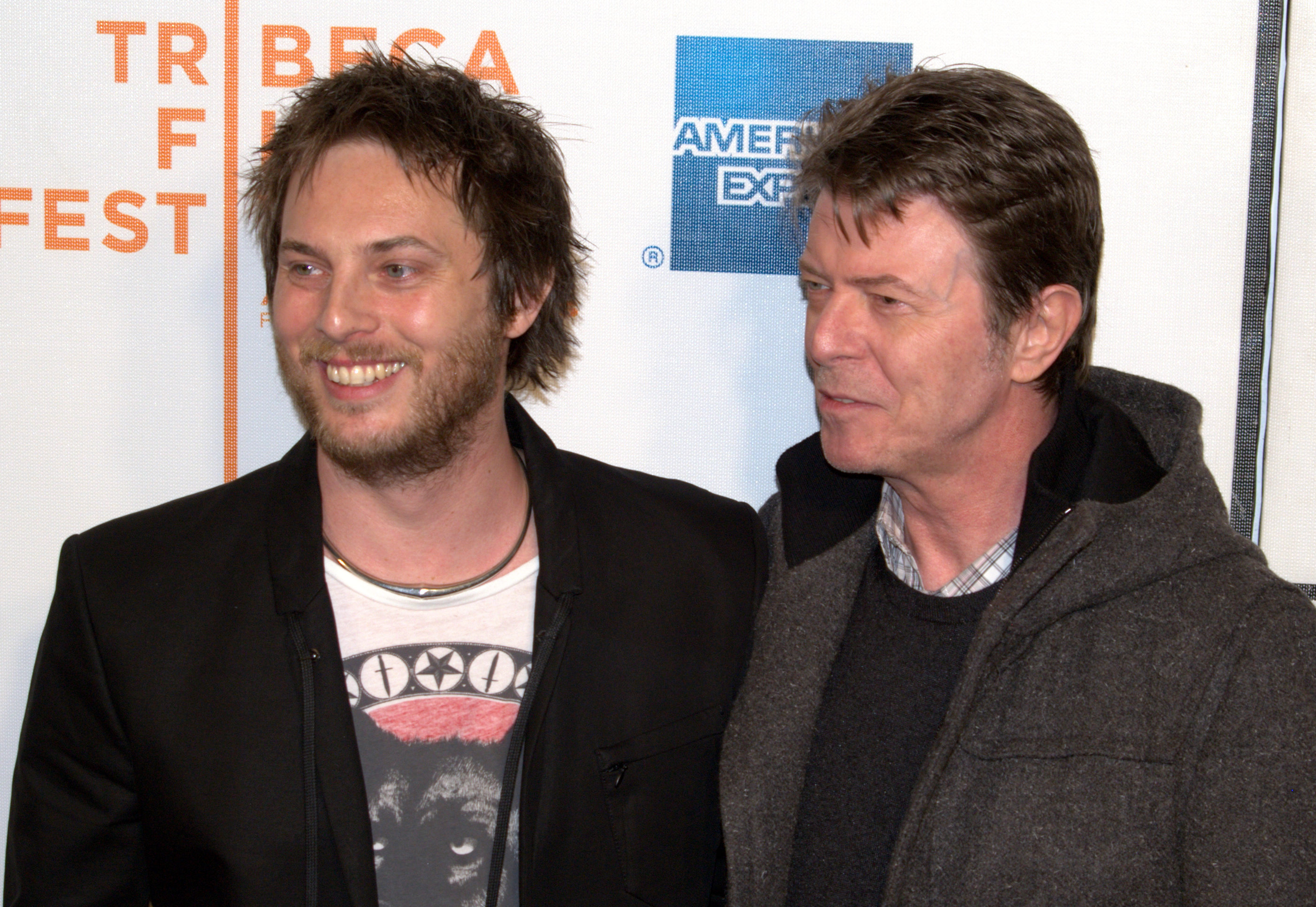
Bowie el 2009 amb el seu fill Duncan Jones a la première del seu debut com a director, Moon.

Mentre es recuperava de la cirurgia, Bowie va reduir les seves presentacions per primera vegada en molts anys, fent breus aparicions a l'escenari i a l'estudi. Va cantar a duo amb Butterfly Boucher la seva cançó «Changes» per a la pel·lícula animada Shrek 2, del 2004. Durant un relativament tranquil 2005, va gravar les parts vocals de «(She Can) Do That», coescrita amb Brian Transeau per a la pel·lícula Stealth. Va tornar als escenaris el 8 de setembre de 2005, presentant-se amb Arcade Fire per a l'esdeveniment Fashion Rocks, televisat nacionalment als Estats Units, i va tocar amb la banda canadenca per segona vegada durant la CMJ Music Marathon. Va contribuir als cors de la cançó de TV on the Ràdio «Province» per al seu àlbum Return to Cookie Mountain, va fer un comercial amb Snoop Dogg per a la XM Satellite Radio i es va reunir amb Lou Reed per a una col·laboració a l'àlbum No Balance Palace (2005) de la banda danesa Kashmir.

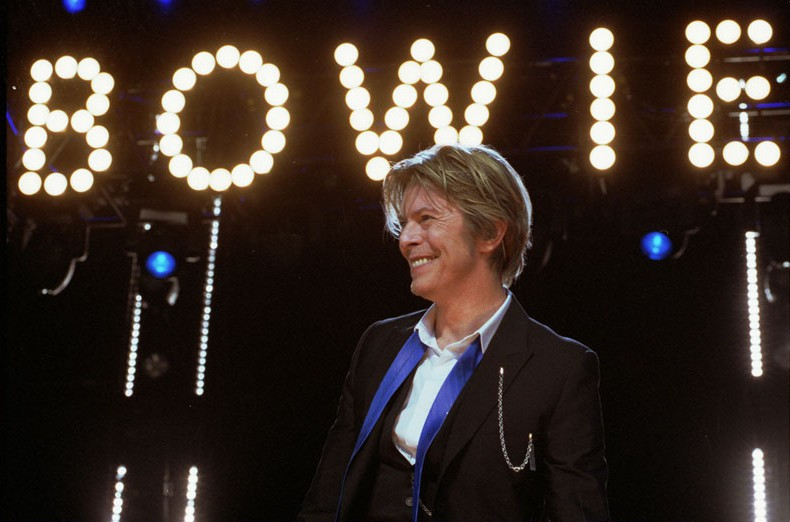
Bowie en una presentació a Chicago el 2002.

Bowie va rebre un premi Grammy per la dedicació de tota una vida el 8 de febrer de 2006. L'abril d'aquell any va anunciar: «em prendré un any sabàtic, no sortiré de gira, no gravaré àlbums». Va fer una presentació sorprenent com a convidat al concert de David Gilmour el 29 de maig al Royal Albert Hall. Es va gravar l'esdeveniment i una selecció de cançons en què havien col·laborat van ser publicades posteriorment. Va tornar a tocar en directe al novembre al costat d'Alicia Keys al Black Ball, un esdeveniment caritatiu que va tenir lloc a Nova York a benefici de Keep a Child Alive.
Bowie va ser escollit com a coadjutor al festival del 2007 High Line, on va seleccionar artistes per a aquest esdeveniment a Manhattan i va treballar amb Scarlett Johansson a l'àlbum de versions de cançons de Tom Waits Anywhere I Lay My Head. El 2009, per celebrar el quarantè aniversari de l'arribada de l'home a la lluna per primera vegada el juliol del 1969 (també aniversari de la publicació de "Space Oddity"), l'EMI va posar a la venda les pistes de la gravació gravades en vuit pistes i va crear un concurs per tal de crear-ne una remescla. El gener del 2010, es va posar a la venda un àlbum doble en el qual es va recopilar material de la seva gira de 2003 anomenat A Reality Tour.
El març del 2011 es va filtrar a través d'internet Toy, un disc mai publicat del 2001. Conté material usat a Heathen i la majoria de les seves cares B, a més d'algunes noves versions inèdites del seu catàleg.

## Carrera com a actor
El biògraf David Buckley va observar: «L'essència de la contribució de Bowie a la música popular es troba en la seva excel·lent habilitat per analitzar i seleccionar idees fora de la música -de l'art, la literatura, el teatre i el cinema- i incorporar-les-hi; d'aquesta manera, el pop s'actualitza constantment». A més, va expressar: «Només una persona va portar el glam rock a noves i enrarides altures i va inventar personatges dins del pop, unint el teatre i la música popular en un poderós tot sense costures». La carrera de Bowie també va estar marcada per molts papers en produccions teatrals i cinematogràfiques, guanyant un cert prestigi com a actor per dret propi.
L'inici de la seva carrera com a actor és anterior el seu èxit com a músic. Havent estudiat teatre avantguardista i l'art del mim sota la direcció de Lindsay Kemp, va actuar en el paper de Cloud a la producció de Kemp de 1967 Pierrot in Turquoise (convertida posteriorment en la pel·lícula de televisió de 1970 The Looking Glass Murders). Al curtmetratge en blanc i negre The Image va encarnar un nen fantasma que emergeix d'un quadre d'un pintor bastant pertorbat amb la intenció d'embruixar-lo. Aquell mateix any, va aparèixer com a extra a la pel·lícula basada en la novel·la còmica de 1966 The Virgin Soldiers. El 1976, va guanyar prestigi pel seu primer paper protagonista, encarnant Thomas Jerome Newton, un extraterrestre d'un planeta en vies d'extinció a The Man Who Fell to Earth, dirigida per Nicolas Roeg. A Just a Gigolo, una producció anglo-alemanya dirigida per David Hemming, Bowie va actuar en la funció protagonista de l'oficial prussià Paul von Pryzgodski, que, tornant de la Primera Guerra Mundial, és descobert per una baronessa (Marlene Dietrich) i es converteix en un dels seus gigolós.
Bowie també va treballar a la producció teatral de Broadway L'home elefant i va ser lloat per la seva expressiva interpretació. Va interpretar el paper 157 vegades entre 1980 i 1981. A la pel·lícula Christiane F. - Wir Kinder vom Bahnhof Zoo, un film biogràfic de 1981 que descriu la drogoaddicció d'una jove a l'oest de Berlín, Bowie apareix en un cameo, interpretant-se a si mateix fent un concert a Alemanya. A la banda sonora, Christiane F. (1981), hi figura molt material dels seus discos de la «Berlin Trilogy». Bowie va figurar també a The Hunger (1983), una pel·lícula de vampirs amb Catherine Deneuve i Susan Sarandon. A la pel·lícula de Nagisha Oshima del mateix any, Bon Nadal, Mr. Lawrence, basada en la novel·la de Laurens van der Post The Seed and the Sower, Bowie va encarnar Jack Celliers, un presoner de guerra en un camp d'internament japonès. Un altre músic, Ryuichi Sakamoto, va interpretar el comandant que se sentia minat pel comportament estrafolari de Celliers. Després, Bowie va fer un cameo a Yellowbeard, una comèdia de pirates de 1983 creada pels membres de Monty Python i un petit paper com a Colin, el sicari a la pel·lícula de 1985 Into the Night. No obstant això, va rebutjar interpretar el malvat Max Zorin a la pel·lícula de James Bond de 1985 Panorama per matar.
Absoulte Beginners (1986), un musical de rock basat en la novel·la de Colin MacInnes de 1959 sobre la vida a Londres, compta amb la música de Bowie i ell mateix hi interpreta un paper menor. Aquell mateix any va actuar a Labyrinth, en el paper de Jareth, el rei dels goblins. Dos anys més tard, va actuar en el paper de Ponç Pilat a la pel·lícula de Martin Scorsese The Last Temptation of Christ. Bowie va encarnar un empleat de restaurant descontent, al costat de Rosanna Arquette a The Linguini Incident (1991) i el misteriós agent de l'FBI Phillip Jeffries a la pel·lícula de David Lynch Twin Peaks: Fire Walk with Me (1992). Va interpretar un petit però fonamental paper com a Andy Warhol a Basquiat (1996), una pel·lícula biogràfica sobre Jean-Michel Basquiat dirigida per Julian Schnable i va participar en el spaghetti western Il Mio West, interpretant el pistoler més temut a la regió. Va encarnar l'ancià gàngster Bernie a Everybody Loves Sunshine (1999) i va figurar a la sèrie televisiva de terror The Hunger. A El secret del senyor Rice (2000) va interpretar el veí d'un nen de dotze anys amb una malaltia terminal i l'any següent va aparèixer interpretant-se a si mateix a Zoolander.
Bowie va actuar en el paper de Nikola Tesla, el físic que va descobrir el corrent altern, juntament amb Christian Bale i Hugh Jackman a El truc final (2006), una pel·lícula de Christopher Nolan basada en la novel·la epistolar de Cristopher Priest sobre la rivalitat de dos mags a principis del segle xx. Va donar veu al malvat Maltazard a la pel·lícula animada Arthur i els Minimoys, així com un personatge al telefilm Spongebob's Atlantis SquarePantis. A la pel·lícula de 2008 August, dirigida per Austin Chick, va obtenir un paper secundari com a Ogilvie i va treballar al costat de Josh Harnett i Rip Torn, amb qui havia col·laborat a The Man Who Fell to Earth.

## Orientació sexual
Buckley va escriure: «Si Ziggy va confondre tant al seu creador com al seu públic, gran part d'aquesta confusió es va centrar en el tema de la sexualitat». Bowie es va declarar bisexual en una entrevista amb Melody Maker el gener de 1972, gest que va coincidir amb l'inici del seu ascens a la fama com a Ziggy Stardust. En una entrevista realitzada al setembre de 1976 per Playboy, Bowie va dir: «És cert, sóc bisexual, però no puc negar que he utilitzat aquest fet molt bé. Suposo que és el millor que m'ha passat».

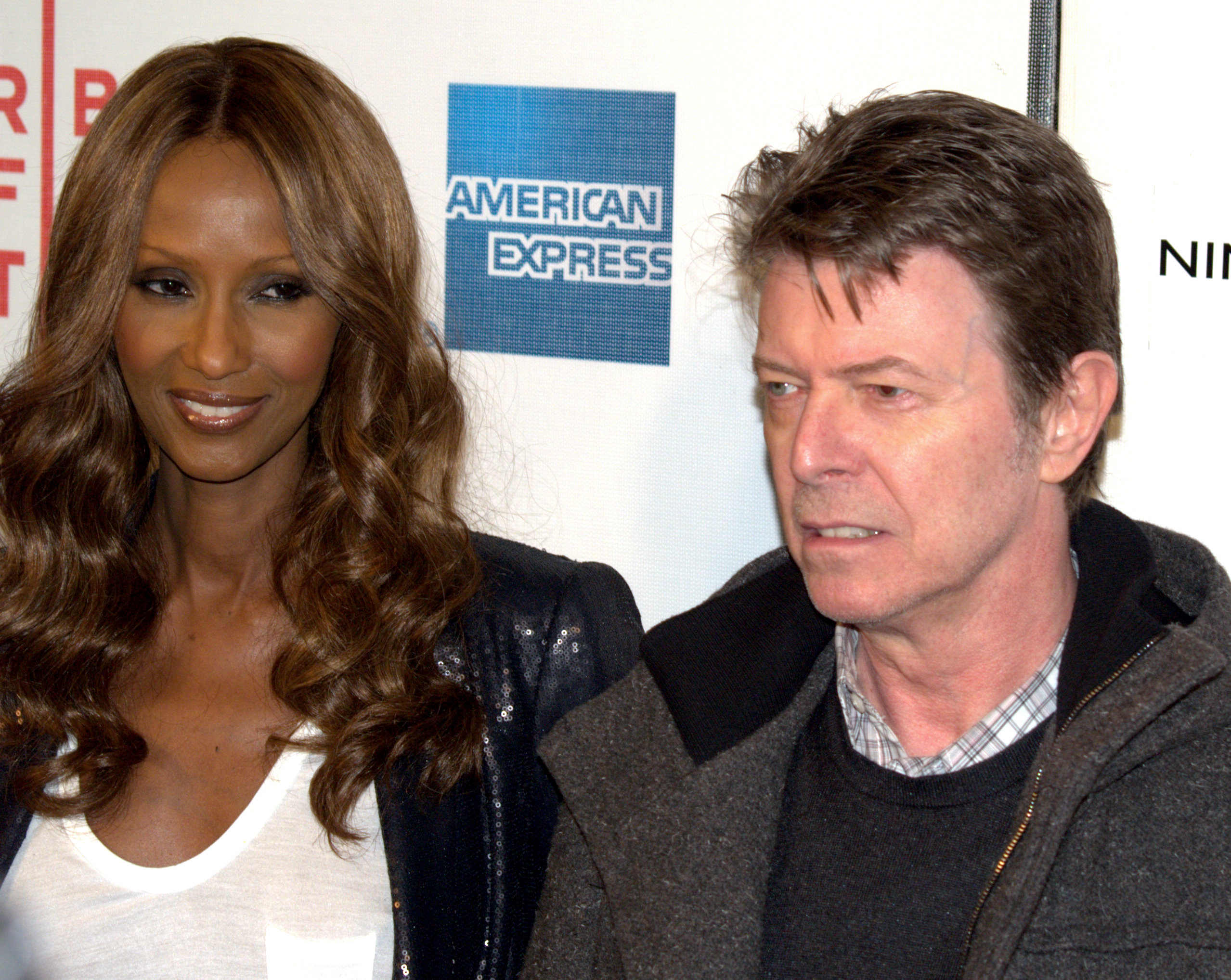
Bowie amb la seva dona Iman.

En una entrevista de 1983 amb la revista Rolling Stone, Bowie va dir que la declaració pública de la seva bisexualitat va ser «l'error més gran que he comès», mentre que en altres ocasions ha dit que el seu interès per la cultura homosexual i bisexual ha estat més un producte dels temps i de la situació en què es trobava que dels seus propis sentiments; segons va ser descrit per Buckley, Bowie va dir que havia estat guiat més per «una compulsió per burlar els codis morals que per un veritable estat biològic i psicològic de l'ésser».
Blender li va preguntar el 2002 si encara creia que la seva declaració pública va ser l'error més gran que mai havia comès i Bowie va contestar:
Buckley opinava sobre aquest període de la vida de Bowie: «Un trencador de tabús i un diletant […] juga amb la intriga sexual per la seva capacitat de sobresaltar», i que «probablement és cert que Bowie mai va ser gai, ni tan sols activament i consistentment bisexual […] ho va fer, de tant en tant, com a experiment, encara que només fos per un sentit de curiositat i una aliança genuïna amb la "transgressió"». El biògraf Christopher Sandford diu que, segons Mary Finnigan, amb qui Bowie va tenir un romanç el 1969, el cantant i la seva primera esposa Angie «vivien en un món de fantasia […] i van crear les seves fantasies bisexuals». Sandford explica com, durant el matrimoni, Bowie «va fer un fetitxe positiu repetir l'ocurrència que ell i la seva dona s'havien conegut "follant-se al mateix home". […] El sexe gai va ser sempre una qüestió anecdòtica i graciosa. Els gustos reals de Bowie s'inclinaven cap a una altra banda evidentment, a partir d'un recompte parcial dels seus romanços amb dones».
A la biografia David Bowie - A Biography, escrita per Marc Spitz i publicada el 2009, Spitz revela que Bowie va mantenir moltes experiències homosexuals durant la seva adolescència, citant una frase que va dir Bowie en una entrevista amb Playboy el 1976: «Quan tenia 14 anys, el sexe de sobte va començar a ser molt important. Realment no importava amb qui fos, sempre que fos una trobada sexual. Així que a vegades era un noi guapo de classe d'una escola o un altre que em portava a casa i em follava al meu llit de dalt.» Però el biògraf també recalca que els seus comentaris públics sobre el sexe no tenien cap altre propòsit que no fos fer màrqueting i rebre així més atenció a la seva obra «transgressora».

## Estil musical

### Veu i instrumentació
Home de moltes veus, Bowie, a partir de l'època dels seus enregistraments inicials de la dècada de 1960, interpretà una àmplia varietat d'estils musicals. Les seves primeres composicions i interpretacions van estar fortament influïdes no només per rockers com Little Richard i Elvis Presley, sinó també per l'ampli món de l'espectacle. Particularment es va esforçar a emular el compositor, cantant de comèdia musical i actor britànic Anthony Newley, l'estil vocal del qual adoptava sovint, i que va emprar preeminentment en el seu debut de 1967, David Bowie (per a disgust del mateix Newley, que va destruir la còpia que va rebre de l'editor de Bowie). La fascinació de Bowie pel music hall va seguir emergint esporàdicament al costat de diversos estils com el hard rock i el heavy metal, el soul, l'psychedelic folk i el pop.

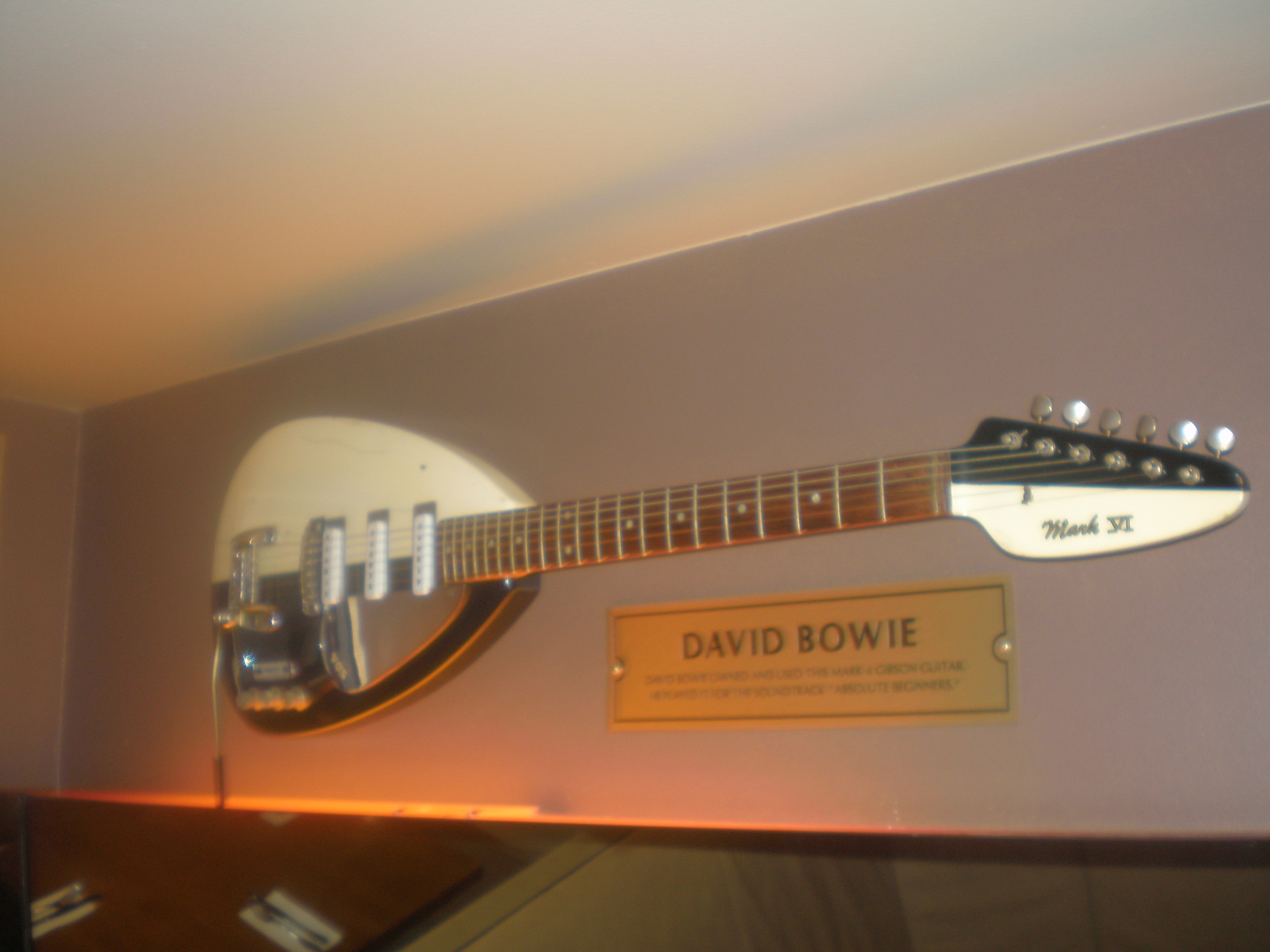
La guitarra de Bowie al Hard Rock Cafè de Varsòvia

El musicòleg James Peroné observa l'ús de Bowie de canvis d'octava per a diferents repeticions de la mateixa melodia, exemplificat en el single comercialment excel·lent «Space Oddity», i més tard en la cançó «Heroes», per exercir un efecte dramàtic; Peroné nota que «en la part més baixa del seu registre vocal […] la seva veu té una riquesa gairebé semblant a la d'un crooner».
L'instructor de veu Jo Thompson descriu la tècnica del vibrato vocal de Bowie com a «particularment deliberada i distintiva». Schinder i Schwartz el descriuen com «un cantant d'una extraordinària capacitat tècnica, capaç d'entonar per a un efecte en particular». Aquí, com en la seva tècnica escènica i composició, la naturalesa camaleònica del cantant també és evident: l'historiògraf Michael Campbell afirma que la lírica de Bowie «deté la nostra oïda, sens dubte. Però Bowie contínuament canvia de persona a persona en la forma d'entregar-la [...]. La seva veu canvia dramàticament de secció a secció».
Bowie és multiinstrumentista, toca entre altres instruments les guitarres elèctrica, acústica i de dotze cordes, el saxofon alt, tenor i baríton, els teclats, el piano, sintetitzadors, el mellotron, l'harmònica, l'stylophone, el xilòfon, el vibràfon, el koto, la bateria, instruments de percussió i instruments de corda com la viola o el violoncel.

### Composicions
Les composicions de Bowie es basen en lletres filosòfiques i literàries. Cançons com «The Width of a Circle», «Quicksand» i «The Superman» estan influïdes pel budisme, l'ocultisme, el misticisme i el concepte d'Übermensch de Friedrich Nietzsche. La primera, segons diferents interpretacions, al·ludeix a una trobada sexual amb Déu o el Dimoni o un altre ésser sobrenatural a l'Infern. Sens dubte, les composicions de la seva etapa inicial estan influïdes per la poesia i els escrits d'Aleister Crowley, William Hughes Mearns i H. P. Lovecraft, i «The Jean Genie» és una referència a Jean Genet.
Amb aquestes influències Bowie va crear un món nou a través de la seva música. «Oh! You Pretty Things» de l'àlbum Hunky Dory (1971) és un clar exemple d'això, utilitzant conceptes de ciència-ficció d'homo superior d'una manera «inqüestionablement gai i burleta». The Rise and Fall of Ziggy Stardust and the Spiders from Mars n'és un altre exemple, l'àlbum narra una història de ciència-ficció creada per Bowie. La cançó «Five Years», per exemple, parla de forma desesperada sobre la fi del món a cinc anys vista, i és un dels molts exemples en el qual Bowie coqueteja amb l'ensorrament de la societat. Diamond Dogs també se centra en una visió postapocalíptica del món. Posteriorment, a Outside reprèn un àlbum conceptual amb històries i personatges creats pel mateix artista. Heathen reflecteix les seves impressions sobre els atemptats de l'11 de setembre de 2001, amb lletres enfocades a la degradació de la humanitat. Finalment, en el seu disc Reality medita sobre la seva carrera i en la cançó que dona títol a l'àlbum canta: «I've been right and I've been wrong / I look for sense but I get next to nothing / Hey boy welcome to reality» («He encertat i m'he equivocat / Busco un sentit però no aconsegueixo gairebé res / Bé, noi benvingut a la realitat»).

## Llegat
Les innovadores cançons i la posada en escena de Bowie van portar una nova dimensió a la música popular de la dècada de 1970, influint sobre les seves formes immediates i el seu desenvolupament posterior. Pioner del glam rock, Bowie, segons els historiadors de la música Schinder i Schwartz, és responsable, juntament amb Marc Bolan, d'haver creat el gènere. Alhora, també va inspirar als innovadors del moviment punk. L'historiador de la música Michael Campbell el va anomenar «una de [les seves] influències seminals». Mentre que els músics d'aquest gènere van destruir les convencions de la fama pop, Bowie va seguir endavant, creant un estil més abstracte que després es va convertir en una influència transformadora. Buckley va comentar: «En els temps en què el punk estava reclamant la cançó pop de tres minuts de durada per mostrar la seva rebel·lia, Bowie va abandonar gairebé per complet la instrumentació tradicional del rock». La seva discogràfica va buscar transmetre la seva originalitat en la música popular amb l'eslògan: «hi ha l'old wave, hi ha el new wave i hi ha Bowie ...». El musicòleg James Perone li acredita el fet d'haver «portat sofisticació al rock» i les ressenyes dels crítics sovint reconeixen la profunditat intel·lectual del seu treball i la seva influència.

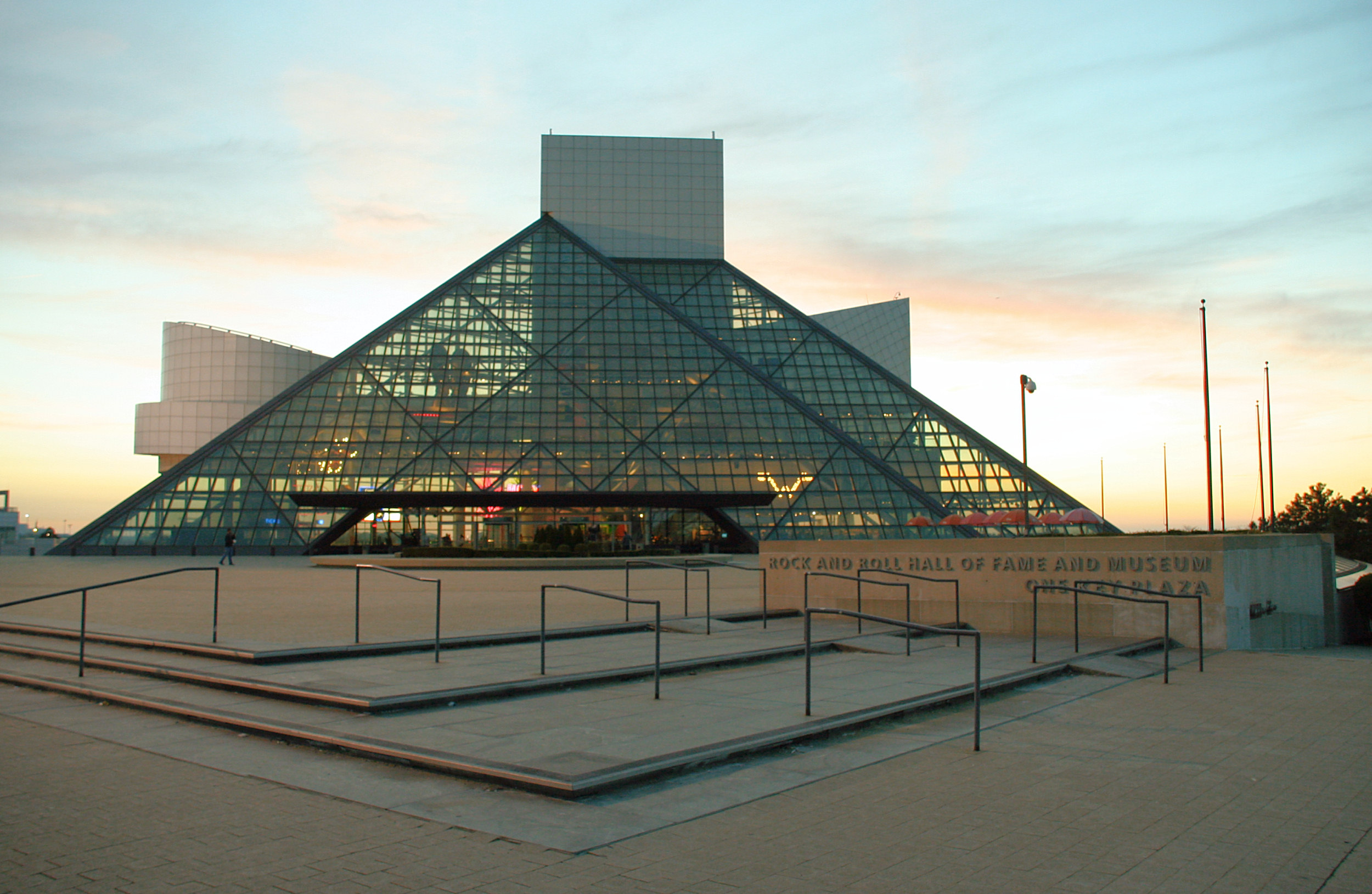
Bowie va passar a formar part del Saló de la Fama del Rock el 1996.

Buckley va escriure que en un món pop de principis de la dècada de 1970, descrit com a «inflat, presumit, revestit de cuir, satisfet de si mateix […] Bowie va canviar les creences fonamentals dins del rock del seu temps». Com John Peel ho descriu: «La característica fonamental del rock progressiu de principis de 1970 és que no progressava. Abans que Bowie arribés, la gent no volia gaires canvis». Buckley va dir que «subvertir completament el concepte del que una estrella de rock ha de ser», amb el resultat que «després de Bowie no hi va haver cap icona pop de la seva alçada, perquè el món pop que produeix aquests déus del rock ja no existeix. […] El ferotge partidisme del culte a Bowie és també únic, la seva influència va durar més i va ser més creativa que potser cap altre ens dins el fanatisme del pop». Buckley conclou: «Bowie és una estrella i una icona. El seu treball […] ha creat potser l'adoració més gran a la cultura popular. […] La seva influència ha estat única en la cultura popular: ha penetrat en i alterat més vides que cap altra figura comparable».
Es va incloure Bowie al Saló de la Fama del Rock el 1996. A causa de la seva perpètua reinvenció, la seva influència continua ampliant-se i estenent-se: el crític musical Brad Flilicky va expressar que al llarg de les dècades, «Bowie va començar a ser conegut com un camaleó musical, canviant i dictant tendències, alterant el seu estil per encaixar», influint sobre la moda i la cultura pop a un nivell «només equiparable a Madonna».
El maig de 2017 el Museu del Disseny de Barcelona li va dedicar una exposició monogràfica commemorativa, comissariada per l'equip del Victoria and Albert Museum de Londres.

### Influència

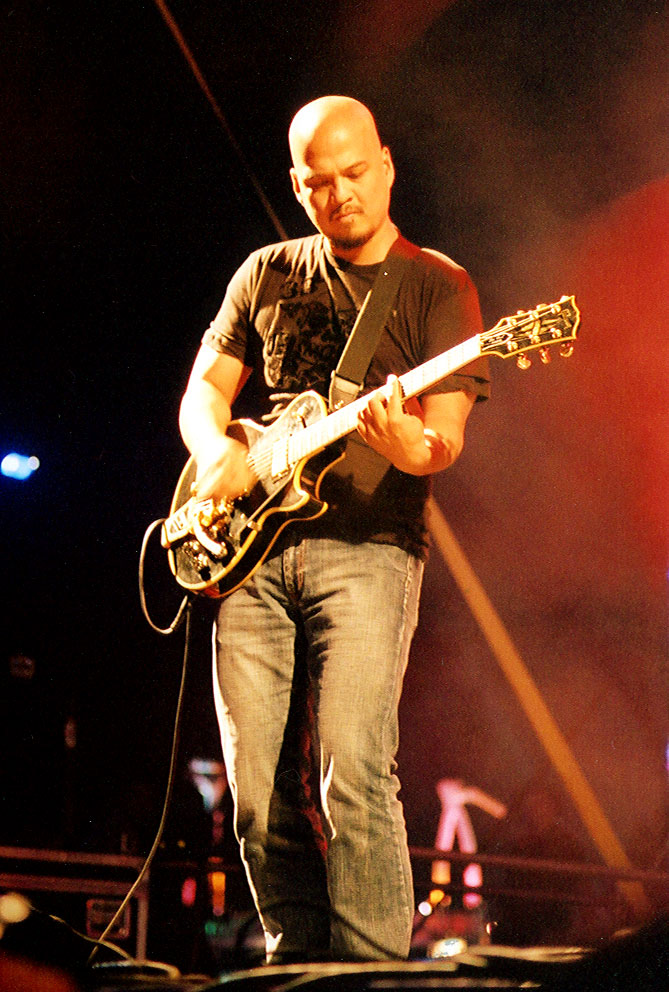
Bowie ha influït a moltes bandes i artistes. Pixies van començar a tocar junts després que Joey Santiago (a la foto) li ensenyés la seva música a Frank Black.

La influència de Bowie continua sent immensa, musical i socialment. Per exemple, segons molts autors, en incorporar personatges andrògins com Ziggy Stardust i Aladdin Sane en la seva etapa de glam rock dels anys 1970, que comunicaven un llenguatge sexual, Bowie va crear una classe adolescent independent i alhora ajudava a moviments com l'alliberament gai, encara que sense participar-hi de manera directa. En aquesta etapa, també va ajudar a crear un nou tipus de moda al rock i posades en escena que encara se segueixen usant. A més, va ser votat per més de cent estrelles del pop com a l'artista amb més influència en una edició de la revista New Musical Express.
Musicalment, els seus àlbums han estat molt influents. The Man Who Sold the World (1970), per exemple, ha estat citat com una influència per al rock gòtic, el dark wave i els elements de ciència-ficció d'artistes com Siouxsie and the Banshees, The Cure, Gary Numan, John Foxx, Nine Inch Nails i Nirvana. El 1993, la banda va regravar «The Man Who Sold the World» per al seu disc en directe MTV Unplugged in New York. Després de la seva etapa glam va produir àlbums com Diamond Dogs (1974), les guitarres crues i les seves visions de caos urbà, nens captaires i amants nihilistes han estat citats com una anticipació a la revolució punk de bandes com The Germs i Sex Pistols, que tindria lloc uns anys després. El 1976 es va publicar el lloat àlbum Station to Station, descrit com a «enormement influent sobre el post-punk» i que va influir a la banda Magazine. L'any següent, "Heroes" (1977) va influir a l'àlbum Double Fantasy (1980) de John Lennon i Yoko Ono.
Els seus treballs de la dècada de 1980, especialment la cançó «Ashes to Ashes» i el seu vídeo, mostrant la creativitat de Bowie, van aportar la base per a un nou moviment musical en aquest temps, anomenat new romantic, influint artistes com Blitz Kids, Keanan Duffty i Steve Strange. De fet, la crítica va esmentar que aquesta cançó és considerada l'himne dels músics d'aquest moviment. Pixies va començar el 1986 quan Joey Santiago va mostrar a Black Francis la música de Bowie i el punk, després van començar a improvisar junts.
La influència de Bowie continua en l'actualitat, ja que alguns artistes de diversos gèneres i països han declarat certes influències d'ell en els seus treballs. Alguns exemples inclouen a Marilyn Manson (de fet, Bowie és la seva màxima influència), Boy George, Groove Armada (especialment al seu àlbum Black Light), Spacehog, Neïmo, Arckid, Stacey Q, Buck-Tick, Lady Gaga, All the Pretty Horses (una banda transsexual de Minnesota), i molts altres. Com suggereix el biògraf Thomas Forget: «Com que ha tingut èxit en estils musicals tan dispars, és gairebé impossible trobar un artista popular que no hagi estat influït per David Bowie».

## Premis i reconeixements
El primer èxit de Bowie, «Space Oddity» de 1969, li va fer guanyar el premi especial Ivor Novello per la seva originalitat. Va guanyar, per la seva actuació a la pel·lícula de ciència-ficció de 1976 The Man Who Fell to Earth, el premi Saturn a la categoria de millor actor. En les darreres dècades ha rebut nombrosos premis per la seva música i els seus vídeos d'acompanyament, rebent, entre d'altres, dos premis Grammy i dos BRIT Awards.
El 1999, Bowie va rebre el rang de Commandeur des Arts et des Lettres atorgat pel govern francès. Aquell mateix any va rebre un doctorat honorífic del Berklee College of Music. No obstant això, va rebutjar el KBE de l'Ordre de l'Imperi Britànic el 2000 i un títol de Cavaller el 2003, dient: «Mai acceptaré una cosa així. Realment no sé per a què serveix. No és pel que m'he passat la vida treballant.»
Al llarg de la seva carrera vengué aproximadament 136 milions de discos. Al Regne Unit rebé 9 discos de platí, 11 d'or i 8 de plata, mentre que als Estats Units en rebé 5 de platí i 7 d'or. En l'enquesta duta a terme el 2002 per la cadena BBC de 100 Greatest Britons, el van situar al lloc número 29. El 2004, la revista Rolling Stone el va situar al número 39 de la llista de Els 100 millors artistes de rock de tots els temps i en el lloc 23 dels millors cantants de tots els temps. Bowie va passar a formar part del Saló de la fama del Rock el 17 de gener de 1996.

## Discografia
- 1967: David Bowie
- 1969: Space Oddity
- 1970: The Man Who Sold the World
- 1971: Hunky Dory
- 1972: The Rise and Fall of Ziggy Stardust and the Spiders from Mars
- 1973: Aladdin Sane
- 1973: Pin Ups
- 1974: Diamond Dogs
- 1975: Young Americans
- 1976: Station to Station
- 1977: Low
- 1977: "Heroes"
- 1979: Lodger
- 1980: Scary Monsters (and Super Creeps)
- 1983: Let's Dance
- 1984: Tonight
- 1987: Never Let Me Down
- 1993: Black Tie White Noise
- 1995: Outside
- 1997: Earthling
- 1999: Hours...
- 2002: Heathen
- 2003: Reality
- 2012: Original Album Classics
- 2013: The Next Day[219]
- 2016: "Blackstar"